# Vitoria-Gasteiz
Pour les articles homonymes, voir Vitória.
Vitoria-Gasteiz (en basque : Gasteiz [gasˈteis̪]; en espagnol : Vitoria [biˈto.ɾja] ; officiellement Vitoria-Gasteiz) est la capitale de la province d'Alava et de la communauté autonome du Pays Basque.
Située à un carrefour, la ville a été à travers l'histoire un point stratégique important, aussi bien sur le plan militaire que commercial ou culturel. Depuis l'époque romaine avec la route qui reliait Astorga à Bordeaux, ces lieux n'ont jamais cessé d'être le point de ralliement des communications entre le Plateau central espagnol et l'Europe. À la croisée des chemins a émergé le village de Gasteiz.
En tant que capitale administrative, Vitoria est le siège de grandes institutions politiques depuis le 20 mars 1980 tel que le gouvernement et le parlement basque. 

## Étymologie
Dans un document du monastère de San Millán de la Cogolla datant de 1025, on trouve la forme « Gastehiz » pour un nom de cette ville d'Alava. D'autre part, dans une villa, on retrouve aussi en 1181 cette phrase :

« Placuit mihi libenti animo et sana mente populare vos in praefata villa, cui novum nomen imposui, scilicet Victoria, quae antea vocabatur Gasteiz ».
Plusieurs hypothèses ont été débattues au cours du temps sur l'origine du nom de « Gazteiz ». Aujourd'hui, l'hypothèse la plus consensuelle est celle d'Alfonso Irigoien. D'après lui, Gasteiz serait une dérivation patronymique de Gaste, signifiant jeune en basque. Le suffixe « a » lui est souvent adjoint, donnant le terme gastea. À une certaine époque, le nom se réfère au toponyme du village.
L'origine la plus probable du nom gastea, d'après Irigoien, est gaztea, gastea et gartzea (ce dernier serait l'origine du nom de famille Gartzia/Garcia) une variation de gastea, l'une venant de l'Ouest et l'autre de l'Est. D'une manière comparable, on le retrouve avec les mots : bertze/beste (autre), bortz/bost (cinq) ou ortzegun/ostegun (jeudi).
Selon Jorge Maria Ribero-Menesese, Gasteiz serait la contraction de « Gazteliz ». D'après lui, le toponyme Vitoria (Biztoria) a des origines basques tout comme Gasteiz. En de nombreux lieux du Pays basque, à Arrati et à Debagoiena, la ville se dit « Bitturi » [biˈcu.ɾi].

## Histoire

### Haut Moyen Âge

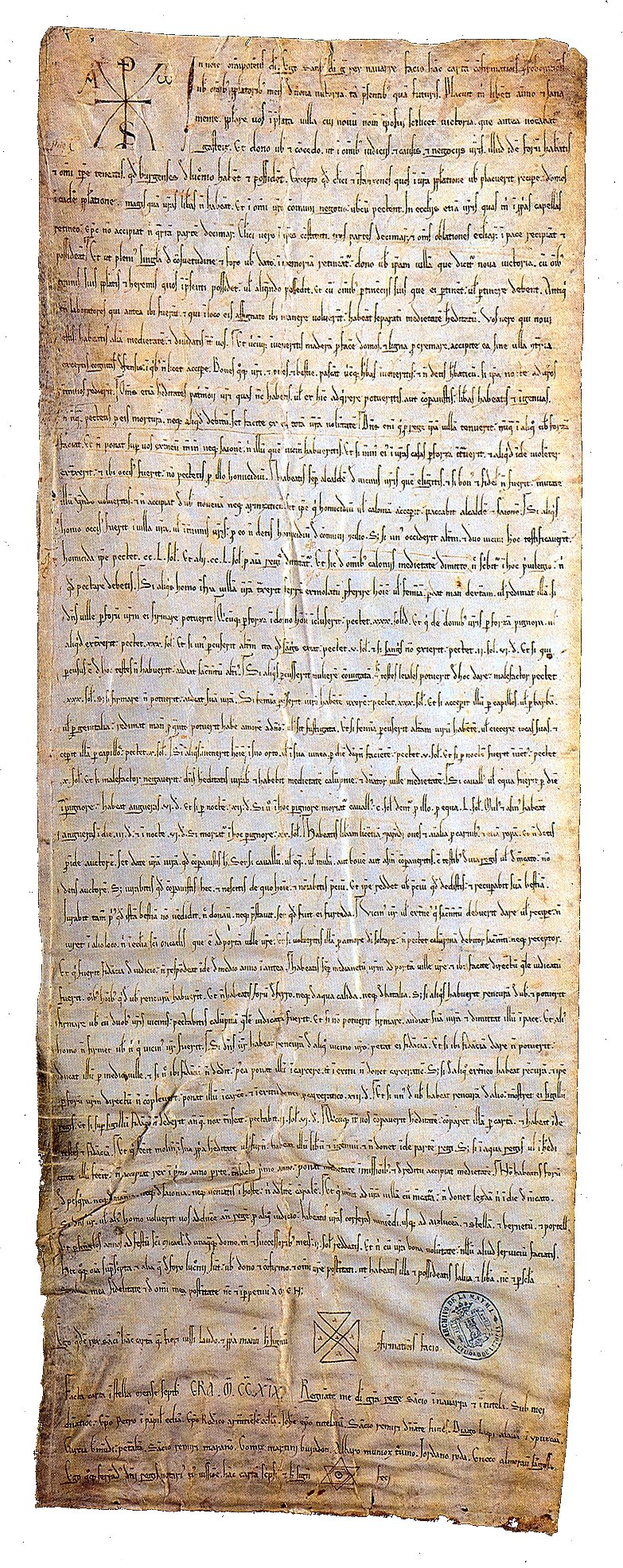
Acte de fondation de Vitoria-Gasteiz.

Après la chute de l'Empire romain, plusieurs tribus du nord de l'Europe s'installent dans la zone du plateau central. Il s'agit alors d'une zone située à la marge des domaines wisigoths au sud et francs au nord.
La tradition affirme que la ville nommée « Victoriacum (es) », fondée par le roi wisigoth Léovigild en 581, correspondrait à la ville actuelle. Cette affirmation se base sur le texte suivant :
Anno V Tiberii, qui est Leovegildi XIII annus, [...] Leovegildus rex partem Vasconiae occupat et civitatem, quae Victoriacum nuncupatur, condidit
Toutefois, de récentes fouilles archéologiques effectuées dans la ville poussent à penser à une éventuelle présence franque, et non wisigothique, dans la zone. Cela complique l'identification de Victoriacum comme étant l'actuelle Vitoria. Il n'existe pas beaucoup de restes archéologiques de cette époque, mais il y a eu apparemment des établissements permanents de Francs dans les alentours. Par exemple, sur le site d'Aldaieta (Nanclares de Gamboa), se trouvent des tombes ornées qui ressemblent à des coutumes franques,. On pense que cette installation date des VIe et VIIIe siècles. De même, les objets trouvés dans les excavations effectuées sous la cathédrale Santa Maria de Vitoria semblent eux aussi provenir de cette culture venue du nord. Après avoir examiné les caractéristiques de ces objets, on peut affirmer qu'ils datent du VIIIe siècle ou sont postérieurs à cette époque.
De toute façon, l'influence wisigothe ou franque n'est pas significative dans cette zone. La toponymie de toute cette région démontre plutôt la présence de tribus basques. Comme le démontre le cartulaire de San Millán de la Cogolla, au XIe siècle la majorité des toponymes de la plaine alavaise, où on trouve Vitoria, étaient d'origine basque ou latine mais adaptée aux règles phonétiques de l'euskara. Le cartulaire de San Millán est un document de 1025 qui énumère une série de populations qui payaient les diezmos au monastère de San Millán. La première mention documentée d'un village appelé Gastehiz se trouve dans ce document. Ce même document mentionne également beaucoup de populations qui composent actuellement la commune de Vitoria.
En 581, le roi wisigoth Léovigild fonde la ville de Victoriacum (es), en essayant d'imiter les fondations romaines, comme conclusion de la victoire contre les Vascons sur ce que - pour des raisons étymologiques nous devons supposer était une colline occupée par un village primitif de Gasteiz (cette donnée n'est pas suffisamment prouvée et des historiens experts jugent que Victoriaco n'était pas dans l'actuelle Vitoria ou ancienne Gasteiz mais dans une zone proche, probablement aux pieds de la montagne Gorbeia (il y a aussi là un village appelé « Vitoriano »)).
Selon des études récentes, Vitoria disposait déjà pour le changement de millénaire d'une muraille de défense.

### Fondation en 1181
En 1181, le roi Sanche VI de Navarre, dit le Sage, refonda la ville sur le village de Gasteiz, changeant l'ancienne dénomination par celle de « Nueva Victoria ». L'origine de la fondation a été, tout comme dans le cas d'autres villes de la zone (Antoñana, Bernedo, La Puebla de Arganzón, Laguardia), la nécessité pour le roi navarrais de créer une ligne de défense face au royaume de Castille.
En 1200, Vitoria est incorporée à la couronne de Castille, à la prise par les troupes du roi Alphonse VIII, qui l'a dotée de sa première extension gothique vers l'ouest. Alphonse X le Sage l'a étendue en 1256 vers l'est avec de nouvelles rues. La juiverie a été importante, avant l'expulsion des Juifs, ordonnés par les Rois Catholiques : le vieux cimetière juif est encore conservé sous la forme d'un parc avec un monument commémoratif. En 1431, le roi Jean II de Castille lui accorda le titre de ville. En 1463, elle fut une des cinq villes fondatrices de la Fraternité d'Alava avec Sajazarra, Miranda de Ebro, Pancorbo et Salvatierra-Agurain.

### Ère moderne
Le 22 janvier 1522, Adriaan Florensz, qui était à ce moment-là dans la ville, hébergé dans la Casa del Cordón, avait été élu comme nouveau pape 13 jours auparavant. Le futur Adrien VI restera dans la capitale alavaise un peu plus d'un mois, exerçant la régence d'Espagne et préparant la Navarre à la défense face à l'invasion française.
En 1615, à l'occasion des mariages royaux, sont hébergés dans la ville, Anne d'Autriche, reine de France, et Élisabeth de France, conjointe du futur Philippe IV.
Pendant la guerre du Roussillon, Vitoria-Gasteiz, ainsi qu'une grande partie du Pays basque, a été occupée pendant une courte période par les troupes françaises, lesquelles sont allées jusqu'à Miranda de Ebro. Cette occupation se termine avec le traité de Bâle qui met fin au conflit.

#### XIXesiècle

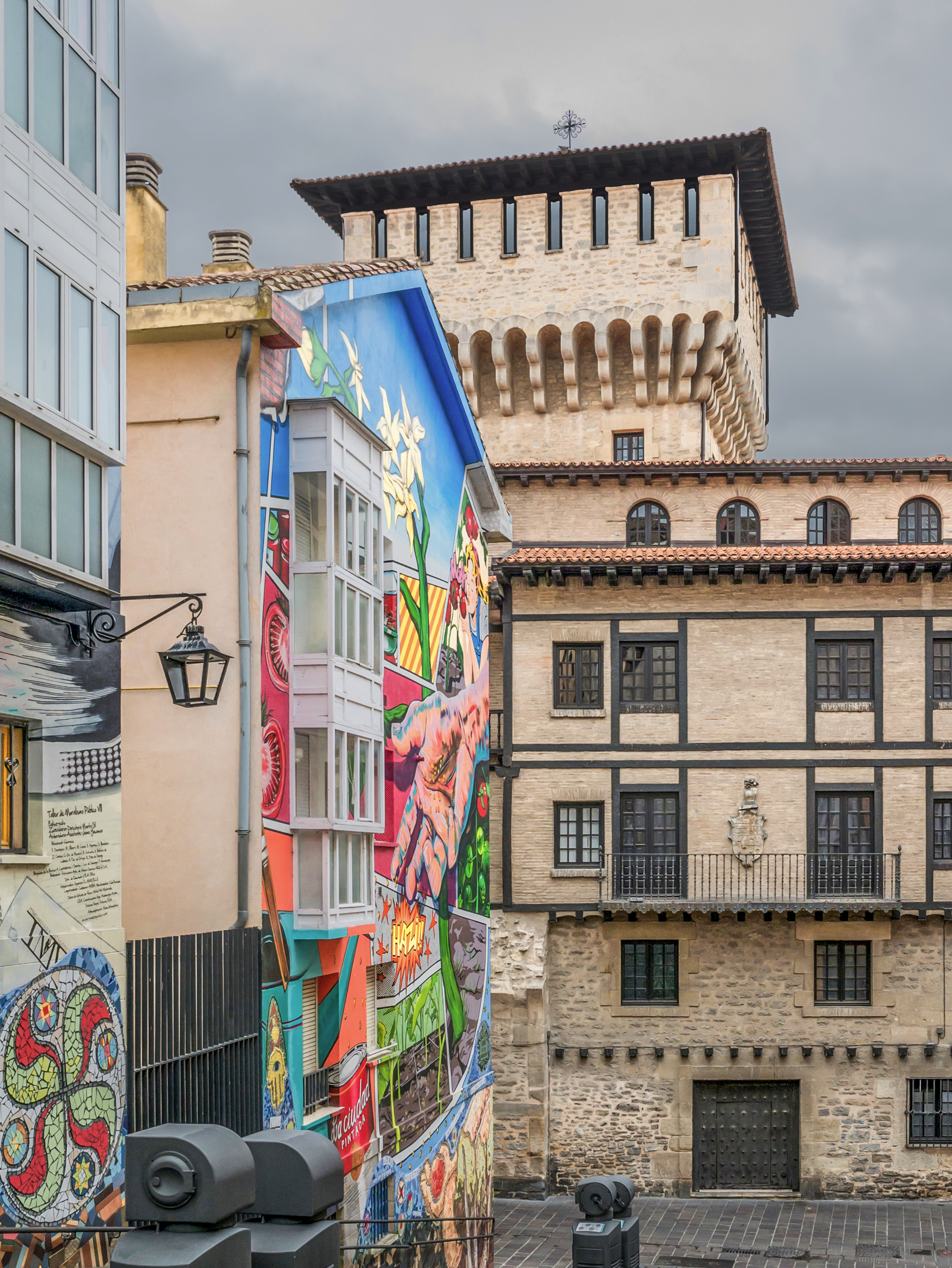
Tour de doña Ochanda.

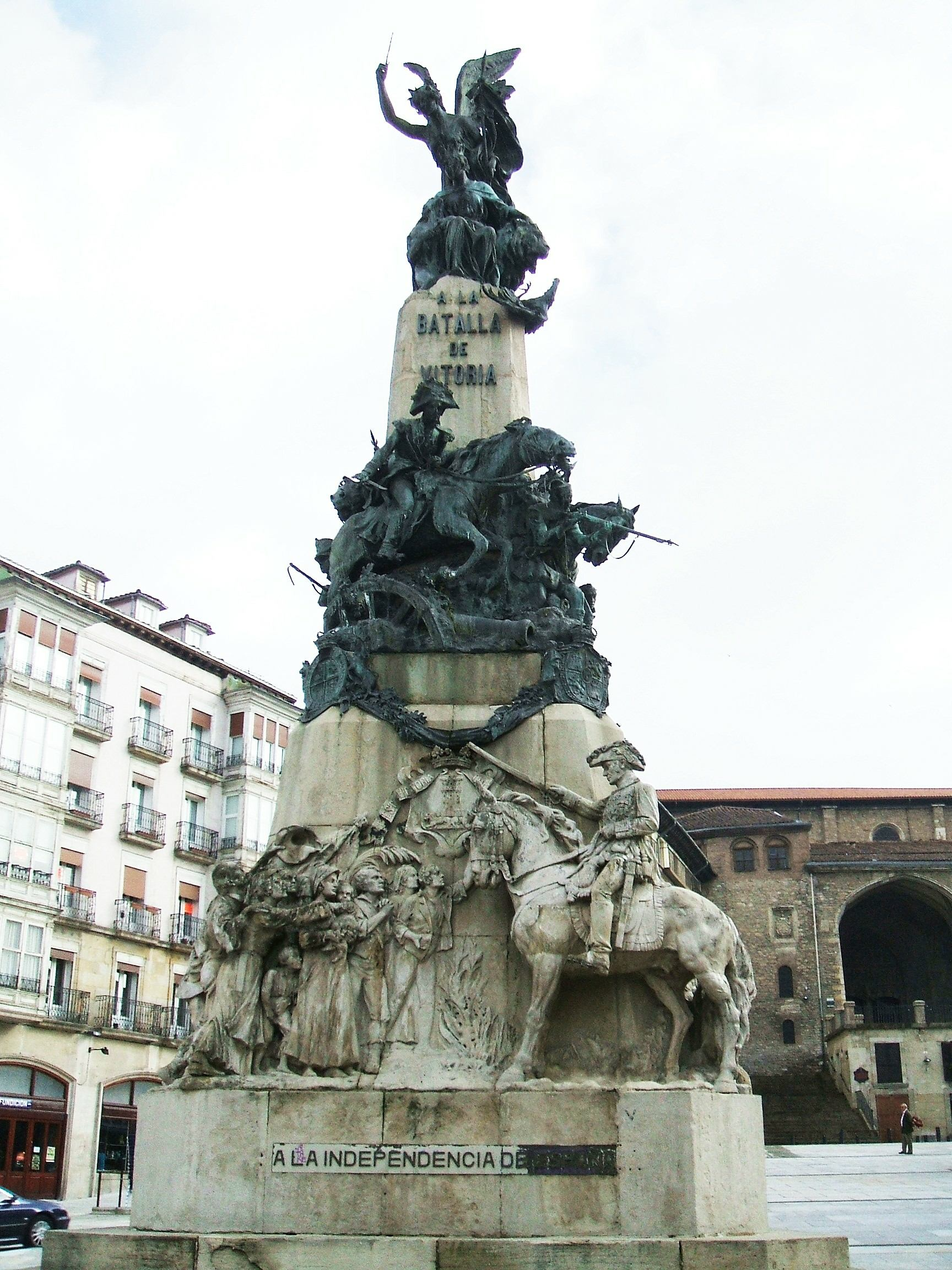
Monument à la Bataille de Vitoria sur le carré de la Vierge Blanche.

Le 13 avril 1808, Fernando VII est logé dans la Casa Consistorial alors qu'il se dirigeait vers Bayonne, où auront lieu les célèbres entrevues. À l'aube du 19 avril, une foule qui remplissait l'actuelle rue Moraza, empêcha que ce voyage ait lieu en coupant les lanières du carrosse. Le roi dut quitter Vitoria précédé de la cavalerie française.
Entre le 5 et le 9 novembre, Napoléon coucha dans la maison Etxezarra sur son chemin vers Madrid afin de placer son frère Joseph Bonaparte sur le trône d'Espagne. Joseph, pendant la retraite qui suivit la défaite de la Bailén, avait fait du palais de Montehermoso, son palais royal particulier.
Parmi les événements historiques les plus remarquables, il y a la bataille de Vitoria le 21 juin 1813, durant laquelle les troupes françaises, en se retirant, furent mises en échec par le duc de Wellington, en perdant sur la route d'Altsasu (Navarre), presque tout le butin volé aux Espagnols. Cette bataille a pratiquement mis fin à la guerre d'indépendance espagnole. À la fin juillet de la même année, à Vienne, Johann Nepomuk Mälzel chargea Ludwig van Beethoven d'écrire la composition d'une symphonie sur cette bataille. Il s'agit de l'opus no 91 Wellingtons Sieg ou Die Schlacht bei Vitoria ou Siegessymphonie. En 1843, la ville donne l'autorisation de construire l'Instituto de Enseñanza Media (Institut d'enseignement moyen), siège actuel du Parlement basque et précédemment le couvent de Santa Clara. Durant l'année académique de 1853-1854, débutent les cours concrétisant ainsi un vieux rêve de la ville. Le vieil IEM est le lieu où se passe en grande partie la vie culturelle de la ville. Il faut rappeler qu'il a été créé à la suite de la révolution de 1868, entre autres, l'Universidad Libre (Université Libre). Cette université a fonctionné à partir de 1869, en tronquant le cours 1873-1874, en grande partie à cause de la seconde guerre carliste. Des noms comme Ricardo Becerro de Bengoa, Julian Apraiz, Federico Baraibar, etc. y figurent. Ce dernier, grand helléniste (1851-1918), a en outre été un des premiers qui à Vitoria a dispensé des cours de langue basque.

#### XXesiècle
En pleine transition démocratique, l'église Saint-François-d'Assise a été le théâtre le 3 mars 1976 de graves affrontements entre la police et les travailleurs en grève. Le délogement de l'église dans laquelle avait lieu une assemblée s'est terminé par le mitraillage de la police, ce qui a provoqué le décès de cinq personnes et blessé par balle plus d'une centaine de personnes. Les responsables du massacre n'ont jamais été jugés.
Le 20 mai 1980, sur décision du Parlement basque, est décidé au moyen de la Loi de Sièges, que Vitoria-Gasteiz sera la capitale de la communauté autonome basque.

## Évolution urbaine

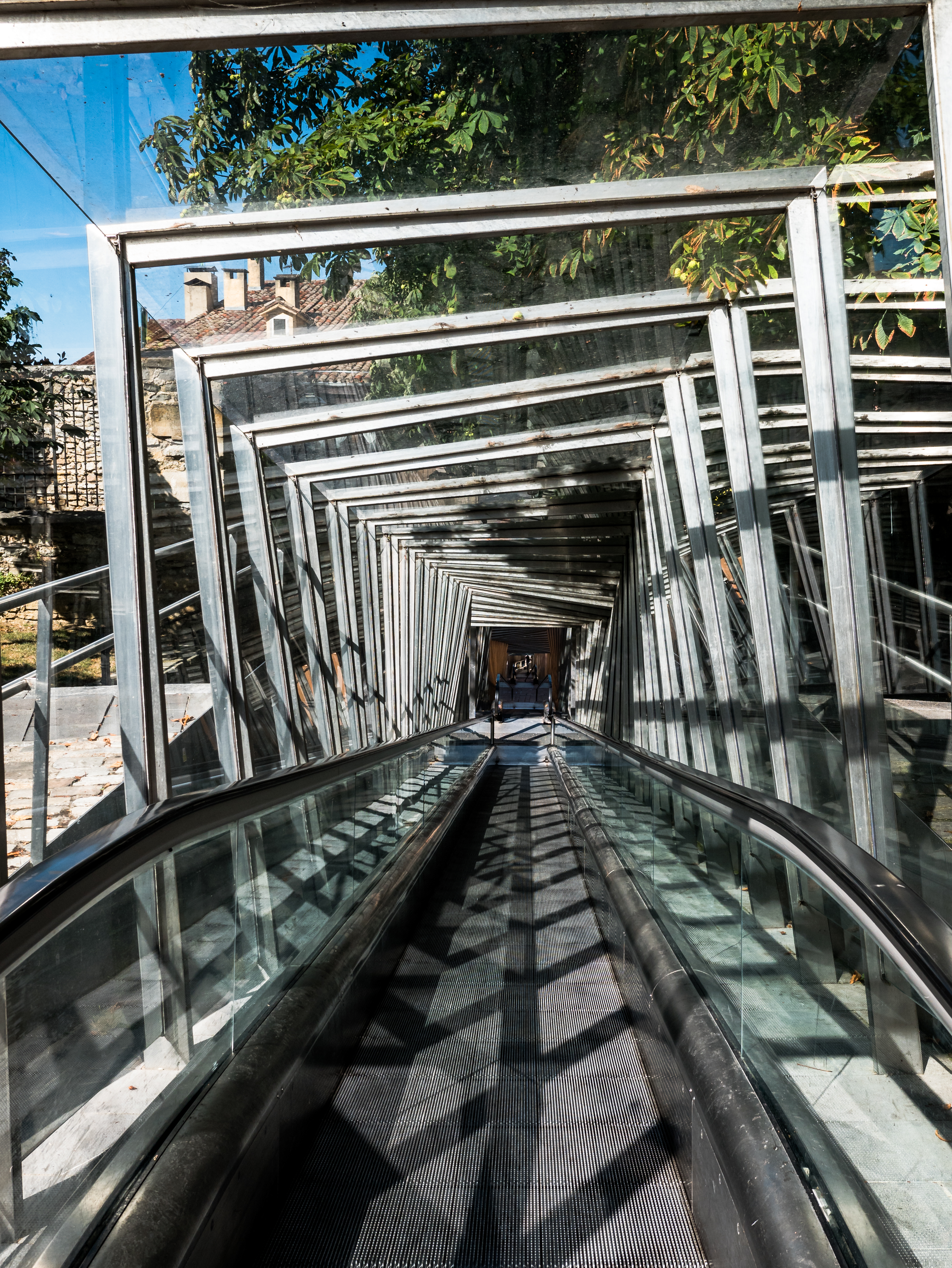
Un escalator dans la vieille ville. Août 2017.

Vitoria a successivement été d'architecture gothique puis d'architecture Renaissance, baroque, néoclassique et romantique. La planification a été une constante dans son devenir historique, depuis sa première extension médiévale au début du XIIIe siècle jusqu'à ses quartiers modernes et parcs périphériques. Son vieux quartier maintient complètes le schéma gothique et ses rues elliptiques et étroites, avec d'anciens cantons en pentes et palais.
La ville de Vitoria a été refondée par le roi Sanche VI de Navarre à partir de la ville fondée durant l'an 581 par Léovigild pour tenir la victoire wisigothe sur les vascons. Elle a dépendu de la Castille en 1200, une des places commerciales des plus importantes du Pays basque pendant des siècles. En observant le schéma de l'aménagement urbain on recule jusqu'aux XIIe et XIVe siècles. Les noms de leurs rues conservent ceux des activités corporatives de cette époque : Cuchillería (« coutellerie »), Zapatería (« cordonnerie »), Herrería (« ferronnerie »), Pintorería… La Renaissance a aussi laissé sa trace dans la colline, sous forme d'élégants palais construits par des familles nobles.
En dehors du quarier médiéval il existe d'autres espaces emblématiques comme la plaza Nueva et Los Arquillos, du néoclassicisme : toutes les deux ont été conçues par l'architecte local Justo Antonio de Olaguíbel pour gommer la forte inégalité qui existait entre l'ancienne ville et son expansion du XVIIIe siècle.
Vitoria est de nos jours un nœud de communications par route et chemin de fer. La ville dispose d'une position stratégique privilégiée dans l'« axe atlantique ». Par sa condition de capitale du Pays basque, elle abrite le siège de différents organes institutionnels de la communauté autonome : présidence du Gouvernement à Ajuria Enea, Gouvernement basque à Lakua et le Parlement basque dans la rue de Becerro de Bengoa. La capitalité a donné à la ville un dynamisme remarquable.
À l'heure actuelle, Vitoria est un modèle de développement urbain de qualité, pour des critères de cohésion sociale, de logement et de respect de l'environnement. C'est une ville chargée d'histoire.

## Organisation territoriale

### Districts et quartiers

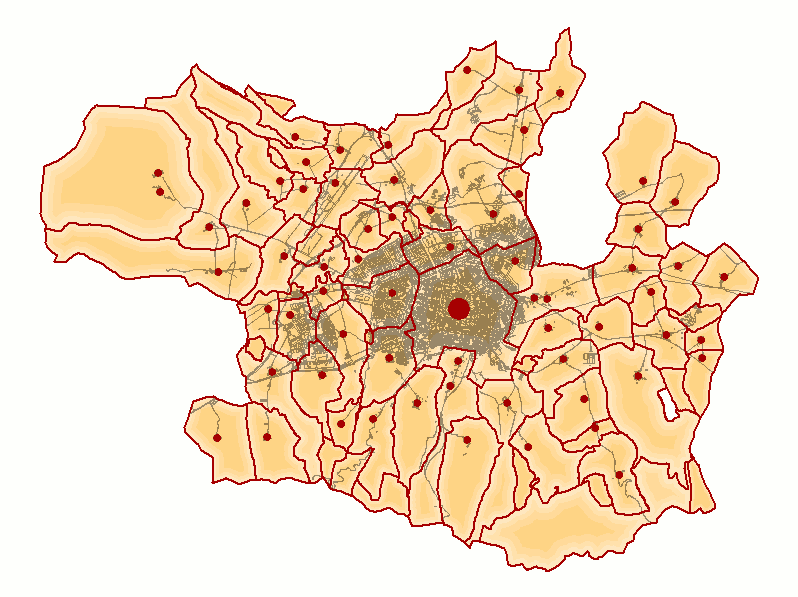
Quartiers et concejos de Vitoria-Gasteiz.

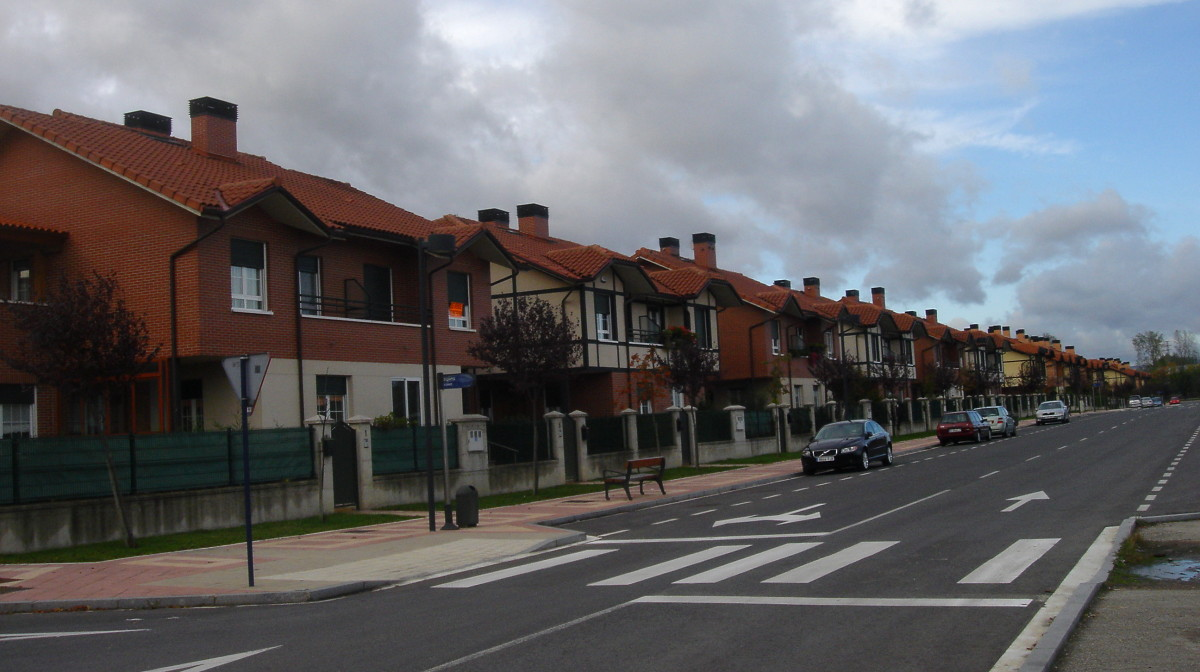
Chalets dans la zone de Betoño.

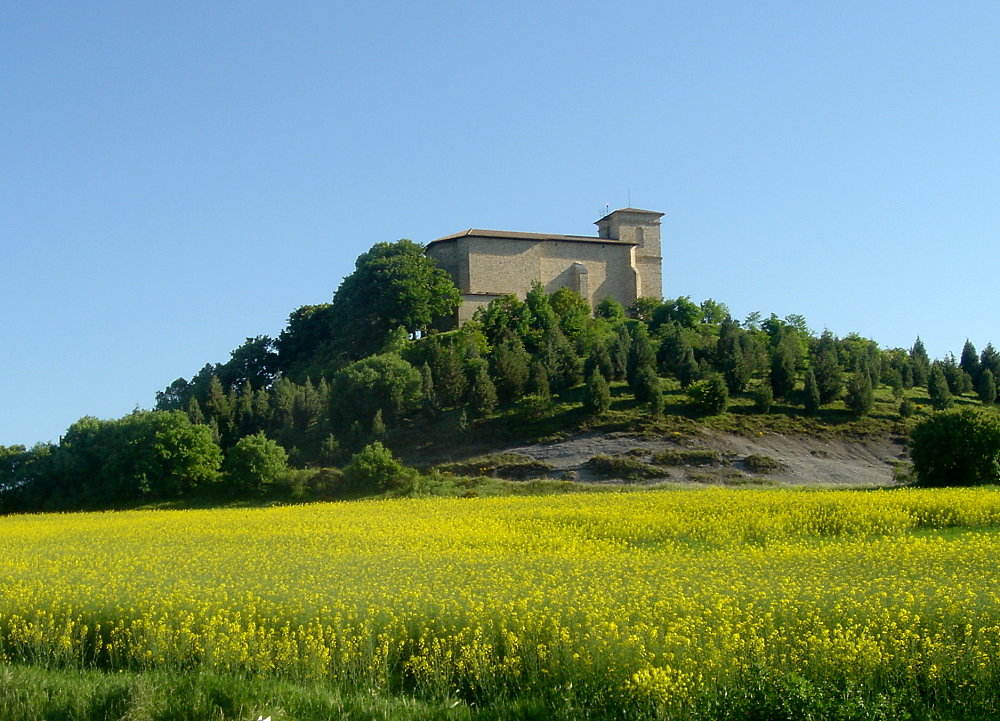
Village d'Estarrona.

À Vitoria-Gasteiz, existent plusieurs districts, qui sont à leur tour divisés en quartiers. Les quartiers qui n'appartiennent pas à un district en particulier sont classés en fonction de leur position relative par rapport à Alde Zaharra (Casco Viejo), le centre historique.
- La zone nord de la ville. Inclut les quartiers de Abetxuko, Zaramaga, El Pilar, outre le district de Lakua : divisé en quartiers de Lakua (Central), Arriaga-Lakua, Lakuabizkarra et Ibaiondo.

- La zone centre de la ville. Elle inclut les quartiers de Casco Viejo, Ensanche, Lovaina et Coronación

- La zone centre-ouest de la ville. Inclut les quartiers de Txagorritxu, San Martín et Gazalbide.

- La périphérie ouest, formée par les quartiers de Sansomendi, le peuple et le polygone de Ali-Gobeo et le district de Zabalgana : divisé en quartiers de Zabalgana, Mariturri, Aldaya, Borobizkarra et Ibarrangelu.

- La zone nord-est de la ville. Inclut les quartiers de Arantzabela, Arana, Aranbizkarra, Santiago et El Anglo. Outre les peuples absorbés dans la trame de Betoño, Eskalmendi, Gamarra Menor et Gamarra Mayor.

- La zone est de la ville. Inclut les quartiers de Babesgabeak, Judimendi et Santa Luzia. Outre le district de Salburua : divisé en quartiers de Salburua, Saint Prises, Ibaialde et Arcayate. Outre le peuple de Elorriaga.

- La zone sud-est de la ville. Inclut Adurtza, San Kristobal, Errekaleor et les polygones de Oritiasolo et Venta La Estrella. Outre les peuples de Aretxabaleta et Gardelegi.

- La zone sud-ouest de la ville. Inclut les quartiers de Ariznabarra, Armentia et le secteur de Mendizorrotza : divisé en quartiers de Mendizorrotza, El Batán et la Ciudad Jardín, outre le Terrain Universitaire.

#### Mendizorrotza
Mendizorrotza, en euskara et officiellement, montagne aiguisée serait une traduction approximative. Aussi appelé la montagne le pic.
Le quartier, aussi connu comme le Batán (du nom de la rivière qui y coule), est un des plus luxueux de la ville et dispose des logements individuels d'architecture voyante. Son artère principale est la rue Salvatierrabide ou Salbaterrabide (chemin de Salvatierra-Agurain, en basque). On y trouve l'école officielle des langues, l'institut Mendizabala, l'Alava clinique prestigieuse, plusieurs collèges privés, le siège du parlement basque, les emblématiques mont de la Tortilla et Mont Pico et la zone de dissémination de Mendizabala, où ont lieu généralement les grands événements culturels et de fête de la ville (Comme l'Azkena Rock Festival). Tout cela dans un environnement où aucune construction ne dépasse les quatre étages.
Le complexe sportif, le plus important de la ville, dispose des installations municipaux comme les Ogueta frontones et Olabe, le pavillon de basket-ball et handball - de siège dans les mois de juillet du Festival de jazz de la ville, une piste d'athlétisme, diverses piscines couvertes et en plein air (dont l'une olympique), un petit Aquaparc avec plusieurs toboggans pour enfants et adultes, deux jacuzzis, une dizaine de terrains de tennis, zones de dissémination, gymnases et plusieurs terrains de padel et beach-volley.
Tout cela en plus du stade de football Mendizorrotza, propriété municipale, utilisé par le Deportivo Alavés S.A.D.. Il dispose d'une capacité d'environ 20 000 spectateurs après la réforme de 1999 grâce à la promotion de l'équipe en première division.
Avec le complexe sportif de Mendizorrotza, on trouve un autre grand complexe sportif : la Fundación Estadio, propriété de la Caja Vital avec diverses piscines couvertes et en plein air et d'autres activités comme fronton, tennis, padel, basket-ball, football à 7 et gymnase.

### Les municipalités rurales

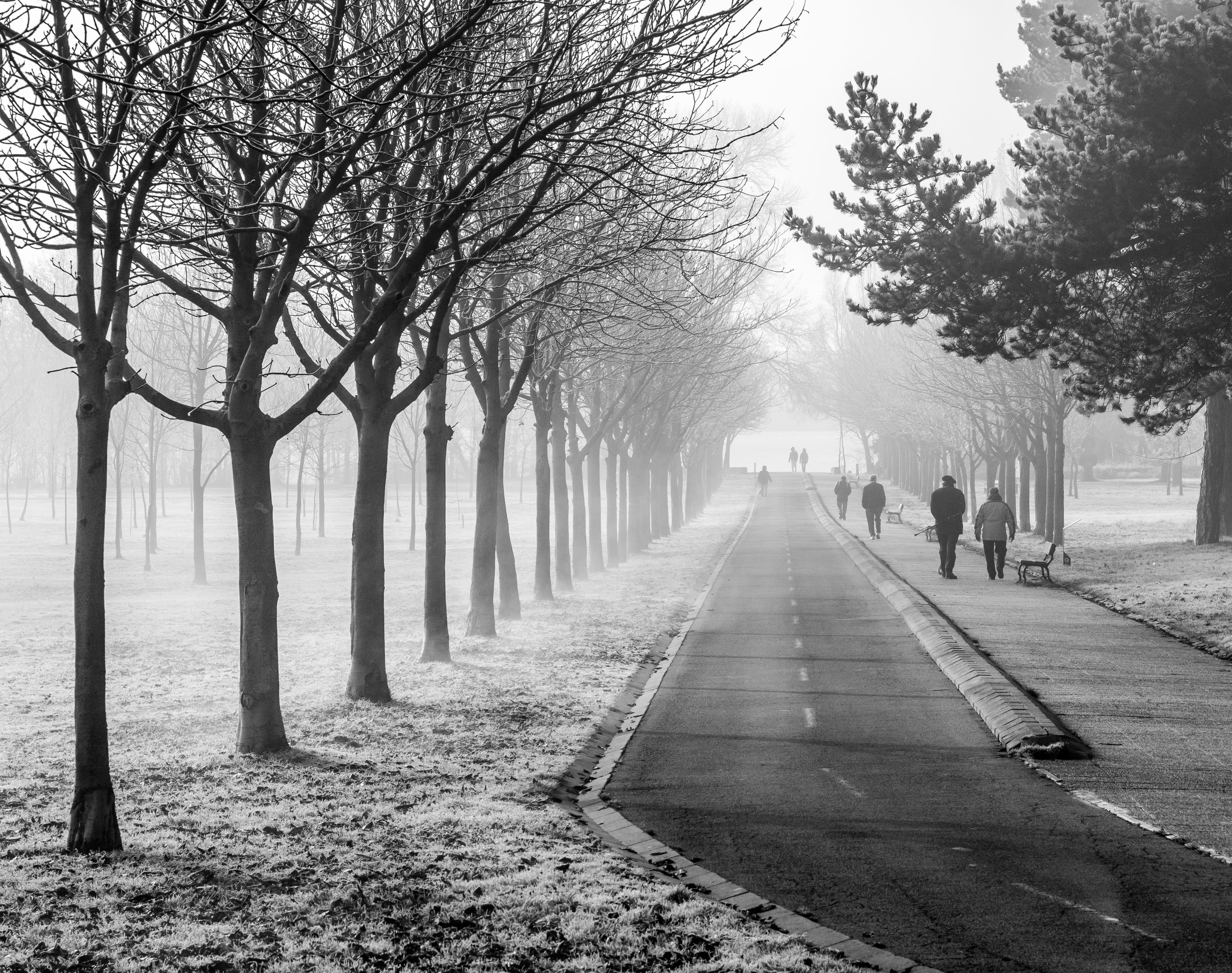
Temps froid dans le parc d'Olárizu à Vitoria-Gasteiz. Décembre 2016.

Dans la commune de Vitoria-Gasteiz, il faut distinguer ce qu'est proprement la ville de Vitoria et les nombreux noyaux ruraux qui se sont ajoutés à la commune à différents moments de l'histoire et qui continuent à conserver une certaine autonomie administrative sous la dénomination de concejos.
Pour des raisons administratives et statistiques, les concejos ont été regroupés en trois zones : 
- Zone Rurale Est,
- Zone Rurale Nord-Ouest
- Zone Rurale Sud-Ouest.

Certains concejos ont été absorbés dans la trame urbaine de la ville, comme Gamarra Mayor ou Betoño et sont actuellement considérés comme des quartiers de Vitoria, mais d'autres se distinguent encore clairement de la ville.

Vue panoramique du parc d'Olarizu.

## Démographie

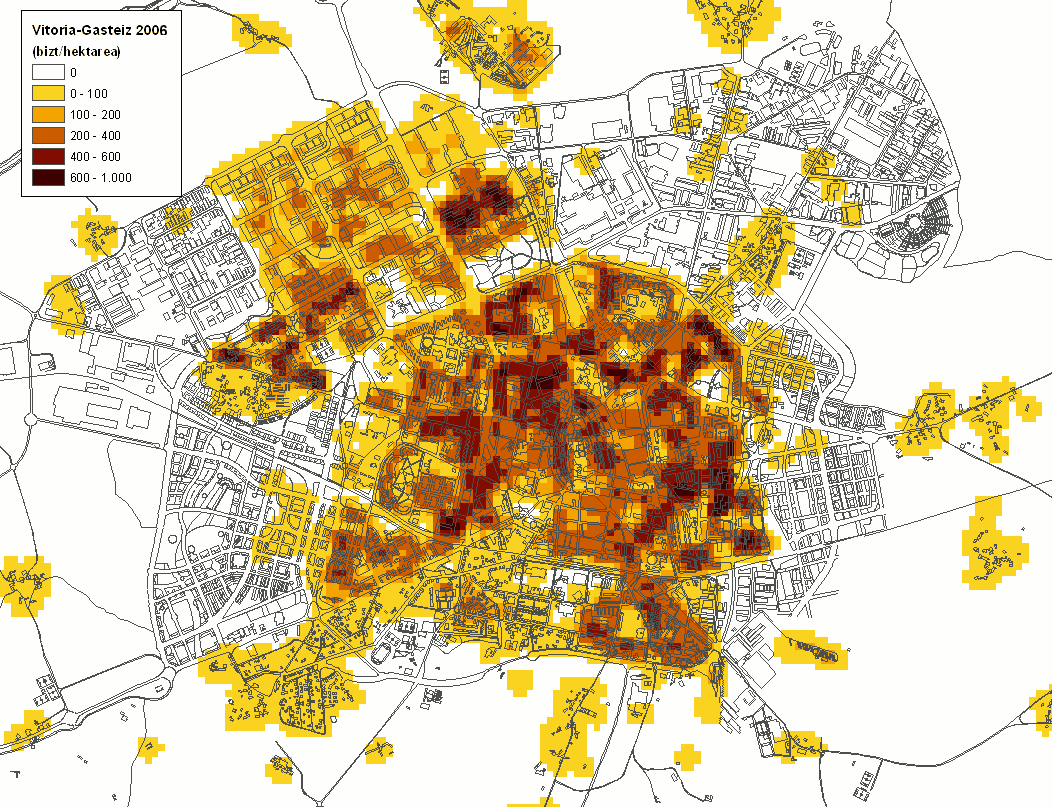
Densité de la population (habitants/hectare)

Vitoria a triplé sa population dans les dernières décennies. À partir des années 1960 et 1970, attirée par la croissance du secteur industriel, beaucoup de main d'œuvre a commencé à émigrer à la ville depuis le reste de l'Espagne. Actuellement[Quand ?], grâce à sa condition de capitale basque, le secteur des services continue une augmentation encourageante de la population.
La ville représente 76 % de la population totale de la province d'Alava. Cette concentration est unique en Espagne.
On mesure, par la croissance démographique exponentielle de la ville, l'importance de l'immigration provenant du reste de l'Espagne vers Vitoria-Gasteiz pendant les années 1960 et 1970.
| Évolution démographique entre 1900 et 2004 | Évolution démographique entre 1900 et 2004 | Évolution démographique entre 1900 et 2004 | Évolution démographique entre 1900 et 2004 | Évolution démographique entre 1900 et 2004 | Évolution démographique entre 1900 et 2004 | Évolution démographique entre 1900 et 2004 | Évolution démographique entre 1900 et 2004 | Évolution démographique entre 1900 et 2004 | Évolution démographique entre 1900 et 2004 | Évolution démographique entre 1900 et 2004 | Évolution démographique entre 1900 et 2004 | Évolution démographique entre 1900 et 2004 |
| 1900                                       | 1910                                       | 1920                                       | 1930                                       | 1940                                       | 1950                                       | 1960                                       | 1970                                       | 1980                                       | 1990                                       | 2000                                       | 2002                                       | 2004                                       |
| ------------------------------------------ | ------------------------------------------ | ------------------------------------------ | ------------------------------------------ | ------------------------------------------ | ------------------------------------------ | ------------------------------------------ | ------------------------------------------ | ------------------------------------------ | ------------------------------------------ | ------------------------------------------ | ------------------------------------------ | ------------------------------------------ |
| 30 701                                     | 32 893                                     | 34 785                                     | 40 641                                     | 49 752                                     | 52 206                                     | 73 701                                     | 136 873                                    | 192 773                                    | 209 704                                    | 217 358                                    | 222 329                                    | 226 490                                    |
| Source: INE                                |                                            |                                            |                                            |                                            |                                            |                                            |                                            |                                            |                                            |                                            |                                            |                                            |

### Courbe de population de 1900 à 2000
| Population de Vitoria-Gasteiz 1900-2000              |
| ---------------------------------------------------- |
|                                                      |
| Sources: Instituto Nacional de Estadística de España |

## Politique et administration

### Rattachements administratifs et électoraux
Vitoria-Gasteiz appartient à la comarque de la Cuadrilla de Vitoria, au territoire historique d'Alava et à la communautés autonome du Pays basque. Elle est à la fois capitale territoriale et régionale.
Elle relève de la circonscription d'Alava pour les élections aux Cortes Generales et au Parlement basque.
Elle dépend du district judiciaire d'Azpeitia

### Conseil municipal
Lors des élections municipales du 28 mai 2023, la ville de Vitoria-Gasteiz comptait 253 672 habitants. Son conseil municipal (Pleno del Ayuntamiento) se compose donc de 27 élus.
| Parti | Parti          | 1979 | 1983 | 1987 | 1991 | 1995 | 1999 | 2003 | 2007 | 2011 | 2015 | 2019 | 2023 |
| ----- | -------------- | ---- | ---- | ---- | ---- | ---- | ---- | ---- | ---- | ---- | ---- | ---- | ---- |
|       | Bildu/EH Bildu |      |      |      |      |      |      |      |      | 6    | 6    | 6    | 7    |
|       | CDS            |      |      | 2    |      |      |      |      |      |      |      |      |      |
|       | EAJ/PNV        | 10   | 11   | 2    | 8    | 9    | 7    | 9    | 6    | 6    | 5    | 7    | 6    |
|       | EA             |      |      | 10   | 1    |      | 7    | 9    | 1    |      |      |      |      |
|       | EE             |      | 1    | 2    |      |      |      |      |      |      |      |      |      |
|       | HB             |      | 2    | 3    | 3    | 2    |      |      |      |      |      |      |      |
|       | EH             |      |      |      |      |      | 3    |      |      |      |      |      |      |
|       | IU/EB-B        |      |      |      |      | 2    | 1    | 2    | 2    |      | 1    |      |      |
|       | AP-PDP-UL      |      | 4    |      |      |      |      |      |      |      |      |      |      |
|       | AP             |      |      | 2    |      |      |      |      |      |      |      |      |      |
|       | Podemos        |      |      |      |      |      |      |      |      |      | 2    |      |      |
|       | EP             |      |      |      |      |      |      |      |      |      |      | 3    | 2    |
|       | PP             |      |      |      | 2    | 5    | 9    | 9    | 9    | 9    | 9    | 5    | 6    |
|       | PSOE           | 6    | 9    | 6    | 6    | 4    | 5    | 7    | 9    | 6    | 4    | 6    | 6    |
|       | UA (es)        |      |      |      | 7    | 5    | 2    |      |      |      |      |      |      |
|       | UCD            | 8    |      |      |      |      |      |      |      |      |      |      |      |
|       | IND            | 3    |      |      |      |      |      |      |      |      |      |      |      |
| Total | Total          | 27   | 27   | 27   | 27   | 27   | 27   | 27   | 27   | 27   | 27   | 27   | 27   |

### Liste des maires
| Mandature | Maire | Maire                  | Parti   |
| --------- | ----- | ---------------------- | ------- |
| 1979-1983 |       | José Ángel Cuerda (es) | EAJ/PNV |
| 1983-1987 |       | José Ángel Cuerda (es) | EAJ/PNV |
| 1987-1991 |       | José Ángel Cuerda (es) | EA      |
| 1991-1995 |       | José Ángel Cuerda (es) | EAJ/PNV |
| 1995-1999 |       | José Ángel Cuerda (es) | EAJ/PNV |
| 1999-2003 |       | Alfonso Alonso         | PP      |
| 2003-2007 |       | Alfonso Alonso         | PP      |
| 2007-2011 |       | Patxi Lazcoz           | PSOE    |
| 2011-2015 |       | Javier Maroto          | PP      |
| 2015-2019 |       | Gorka Urtaran          | EAJ/PNV |
| 2019-2023 |       | Gorka Urtaran          | EAJ/PNV |
| 2023-2027 |       | Maider Etxebarria (es) | PSOE    |

## Économie
La ville est une cité administrative mais aussi un pôle industriel de l'automobile important avec une usine de montage de véhicules utilitaires du groupe allemand Daimler-Benz (modèle Vito). Michelin et Daewoo y ont implanté des usines.

## Communications

### Route
Vitoria-Gasteiz est relié tant avec le reste des capitales provinciales basques comme qu'avec Madrid, avec le passage de la route nationale N-I. Elle compte deux autorails dans son territoire municipal et une autoroute en service depuis mai 2009 : la NI Madrid -Irun. La A-620 Vitoria-Gasteiz-Altube et sa connexion avec l'A-68 Logroño-Bilbao ; et la nouvelle autoroute AP-1 entre Vitoria-Gasteiz et Eibar qui tentera de pallier les problèmes provoqués par la saturation du trafic de la NI.
La ville est reliée à Bilbao, à Saint-Sébastien, à Pampelune, aux autres régions du nord de l'Espagne et à Madrid par l'autoroute.

### Chemin de fer

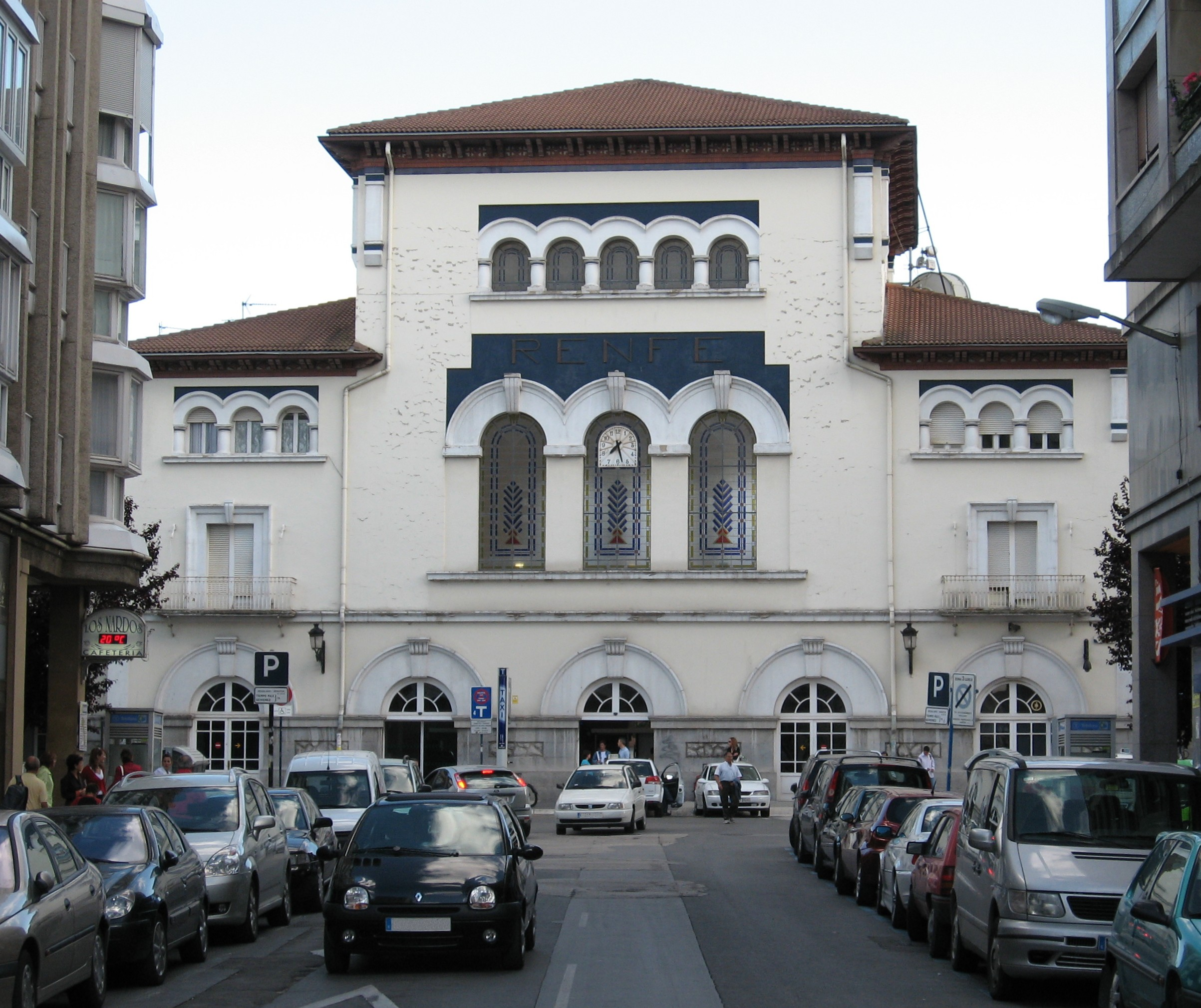
Gare ferroviaire de Vitoria-Gasteiz.

Une ligne à grande vitesse ou LGV est actuellement en construction pour relier entre elles les 3 chefs-lieux de province de la communauté autonome basque appelé le "Y basque").
la ligne Madrid-Irun en passant par Vitoria-Gasteiz un de ses arrêts les plus importants. Une demi-douzaine de trains relient chaque jour la ville avec la capitale de l'Espagne, par le service ALVIA qui, en passant par Valladolid, utilise l'infrastructure de l'Alta Velocidad Española ou AVE pour arriver en 3 h 43 min à Madrid. Il y a aussi des connexions avec toute la Castille et León, la Galice, la Catalogne, Alicante, les Asturies, Lisbonne et Paris. Soulignons le manque de services ferroviaires qui relient l'Andalousie et le manque de connexion ferroviaire avec Bilbao. En 2013, une ligne à grande vitesse reliera Vitoria-Gasteiz avec Madrid, Bilbao et Saint-Sébastien entre autres.

### Avion
l'aéroport de Vitoria-Gasteiz, a été construit pour être le plus grand aéroport du nord de l'Espagne et remplacer l'aéroport de Bilbao, mais n'est pas parvenu à être consolidé comme tel. Le faible nombre de vols de passagers contraste avec le fait qu'il a été consolidé comme aéroport de fret, étant le troisième aéroport pour le transport de marchandises d'Espagne.

### Transport urbain ( en commun )

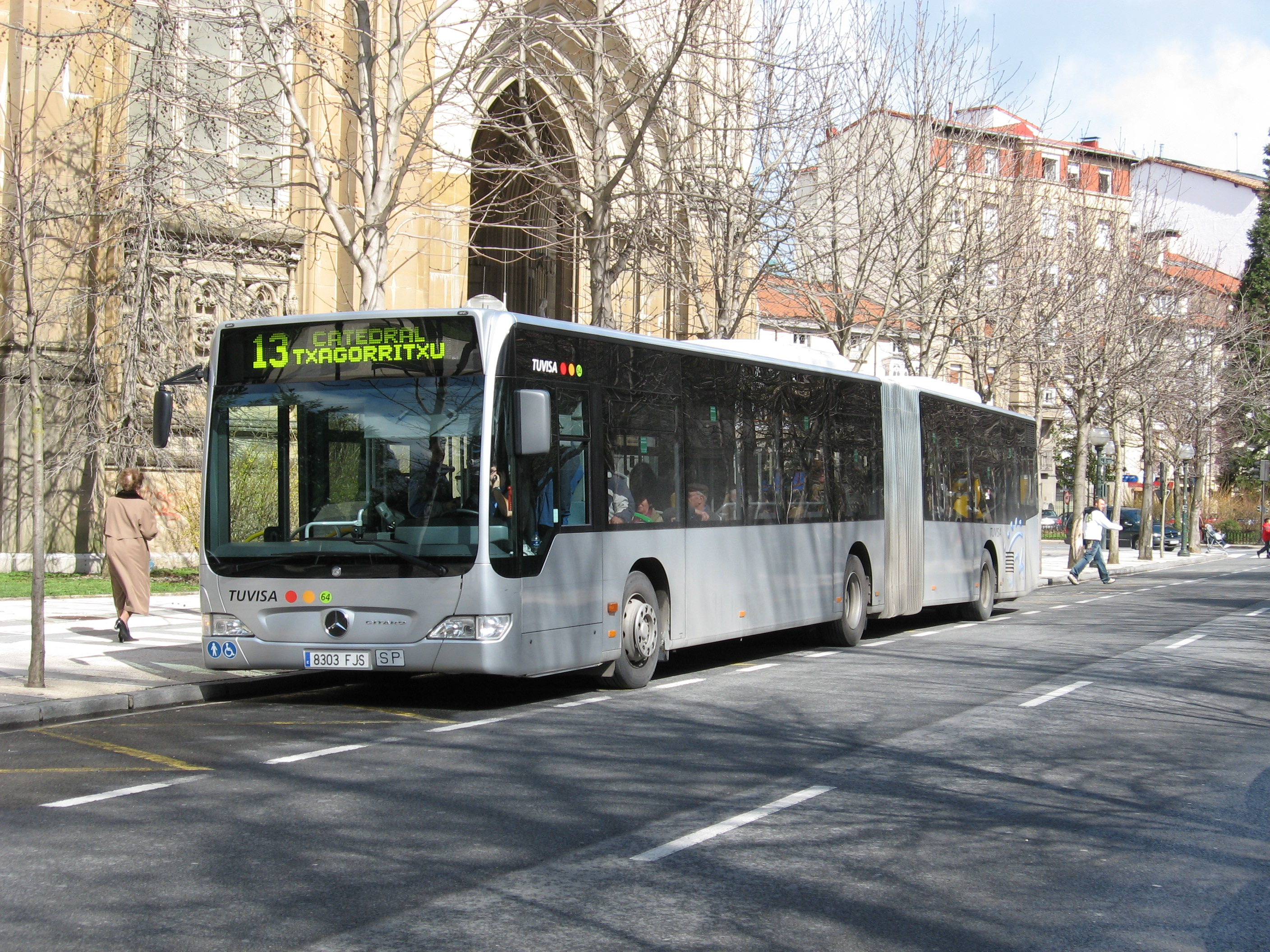
Autobus articulé de TUVISA devant la nouvelle Cathédrale de María Inmaculada de Vitoria.

Vitoria-Gasteiz n'est pas le genre de ville qui peut être parcourue d'un bout à l'autre sans avoir recours à un moyen de transport. L'extension de la ville avec ses macro-districts tant au Nord (Lakua), à l'Est (Salburua et Santo Tomas) et à Ouest (Zabalgana et Mariturri) fait face à des défis très importants dans la gestion de son réseau interurbain. Une partie de cette gestion est gérée par TUVISA (Transportes Urbanos de Vitoria Sociedad Anónima) depuis 2006, qui a étendu le réseau de ses lignes d'autobus de 13 à 18, ainsi que les fréquences de passage.

### Lignes de tramway
Vitoria-Gasteiz a inauguré la ligne 1 du tramway le 23 décembre 2008 et la ligne 2, le 10 juillet 2009.
| ligne | Nom                         | Destination Aller | Destination Retour | Stations | Fréquence                                            |
| ----- | --------------------------- | ----------------- | ------------------ | --- | ---------------------------------------------------- |
|       | Tramway de Vitoria. Ligne 1 | N.D. Angulema     | Ibaiondo           | Angulema, Parlement, Lovaina, Sanche le Sage, Europe, Honduras, Euskal Herria, Txagorritxu, Wellington, Lakuabizkarra, Landaberde et Ibaiondo.     | 15 minutes (7,5 sur le tronc commun aux deux lignes) |
|       | Tramway de Vitoria Ligne 2  | N.D. Angulema     | Abetxuko           | Angulema, Parlement, Lovaina, Sanche le Sage, Europe, Honduras, Intermodal, Portail de Foronda, Gernikako Arbola, Arriaga, Artapadura et Abetxuko. | 15 minutes (7,5 sur le tronc commun aux deux lignes) |

La ville possède également un tramway et des lignes de bus.
Vitoria-Gasteiz dispose également de sa flotte de taxis, et aujourd'hui, presque toute l'année, offre la location gratuite de bicyclettes dans ses centres civiques. Vitoria-Gasteiz a un réseau étendu de pistes cyclables, bien que sans rapport dans quelques lieux, son actuel plan de mobilité urbaine veut les relier pour que les cyclistes (très nombreux dans la ville, surtout en été) puissent se déplacer aisément dans la ville.

## Culture

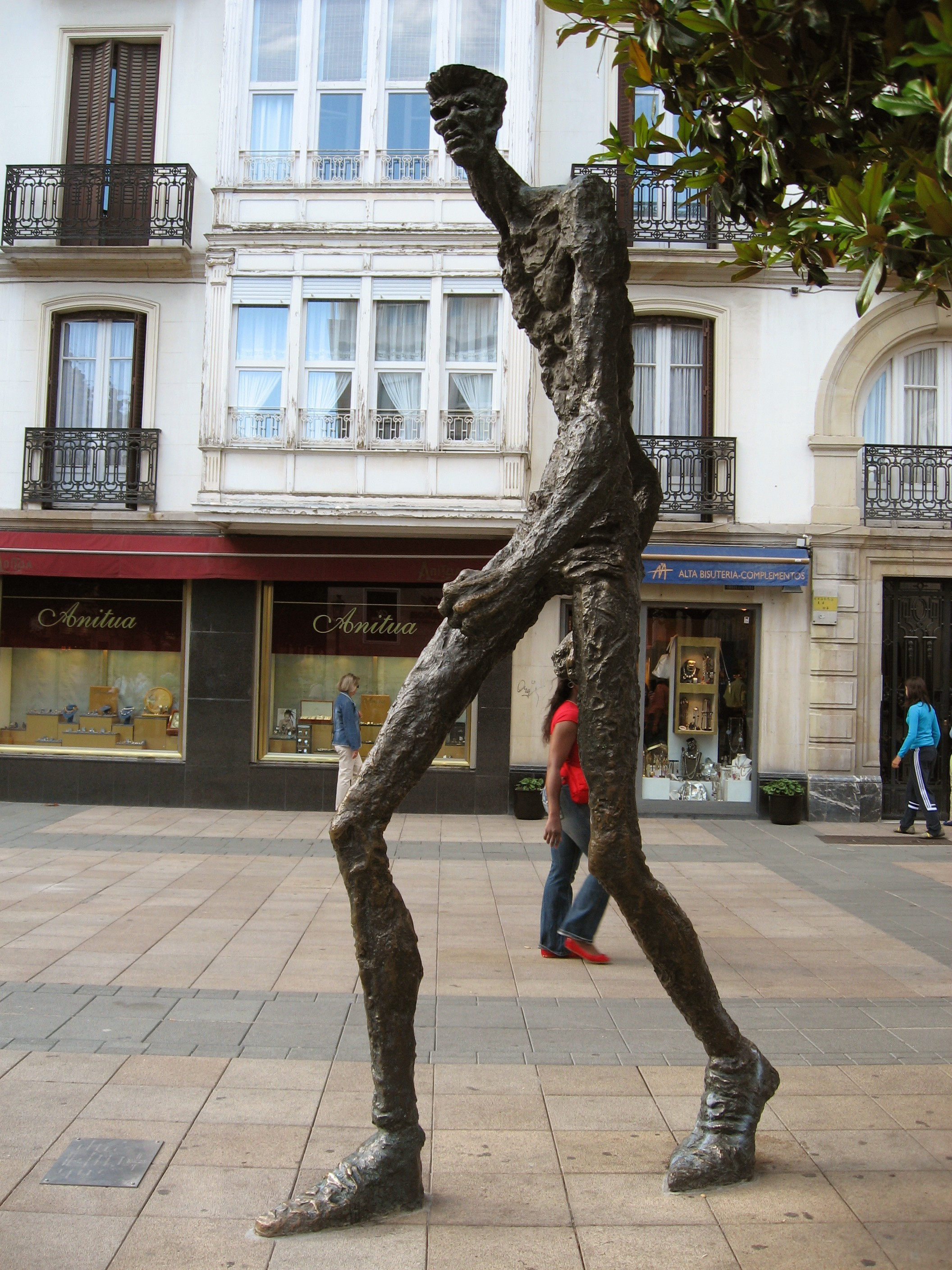
El Caminante (le marcheur), sur la rue Dato.

Vitoria-Gasteiz accueille de nombreux festivals, dont, en 1991, la 11e édition du Festival Europa Cantat. La ville a accueilli pendant l’été 2009 la 32e Convention européenne de jonglerie.

## Patrimoine religieux
- Cathédrale de Sainte Maria (Vieille Cathédrale). Bâtiment gothique du XIVe siècle avec une tour du XVIIe siècle. Sous le porche se trouvent trois portails décorés avec des statues et des reliefs. À l'intérieur, les chapelles contiennent des statues gothiques, flamandes et Renaissance italiennes. Dans les chapelles de la gauche on peut voir des peintures de Rubens et van Dyck. La cathédrale est en restauration et a été étudiée par des experts par tout le monde pour ses curiosités architecturales, dont les déformations qu'elle a subies de par les restaurations précédentes.

- Cathédrale de María Inmaculada de Vitoria (Cathédrale nouvelle). Temple de la cathédrale construit et consacré au XXe siècle, de style néogothique.

- Église Saint-Pierre-l'Apôtre. Temple gothique du XIVe siècle. Il faut souligner le vieux portique, avec un ensemble de reliefs avec des scènes de la vie de saint Pierre et la Vierge Marie, sous lesquels se trouvent les statues de la Vierge et des apôtres. À l'intérieur, dans le chœur, il y a plusieurs sépultures de valeur.

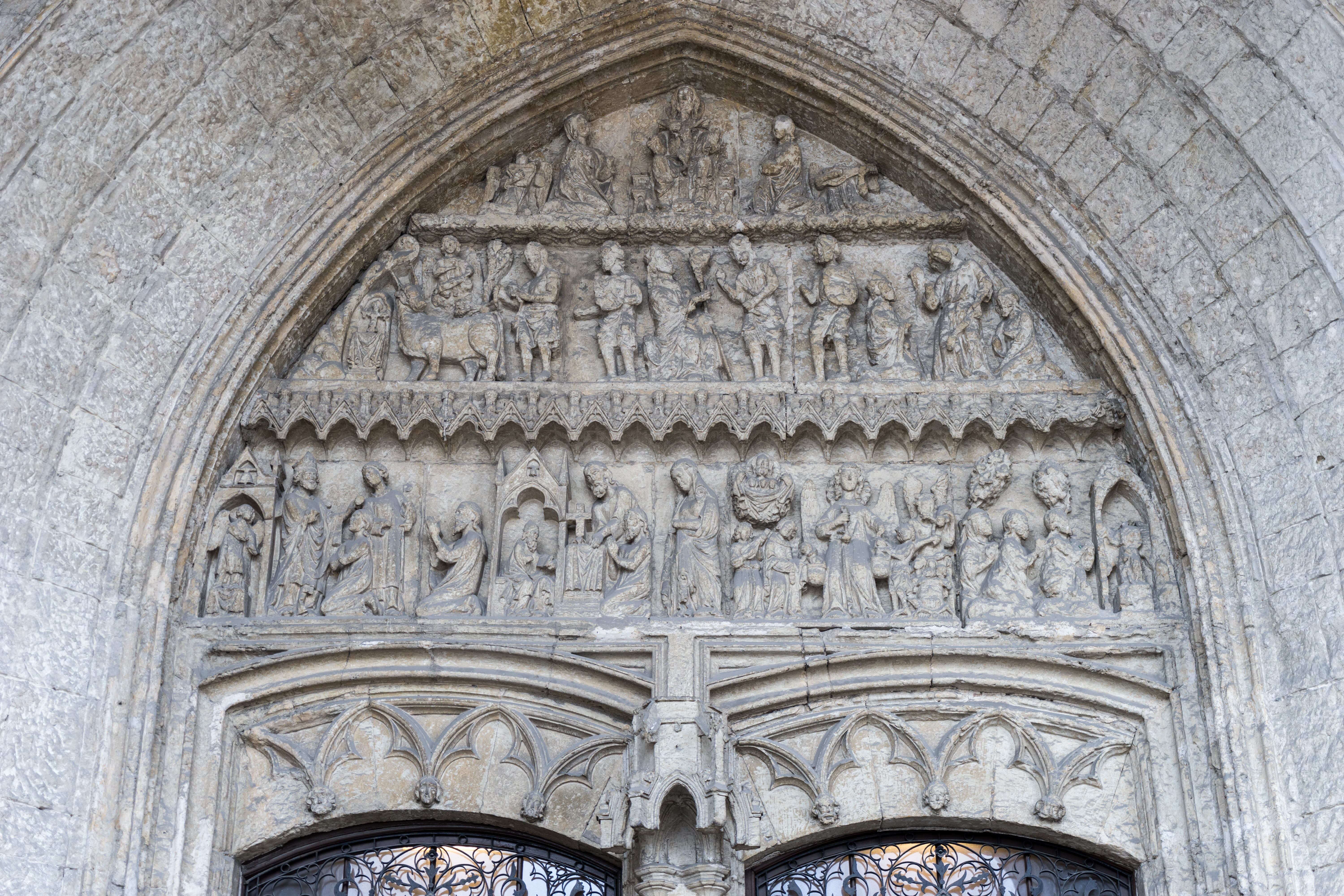
Portail de l'église Saint Michel.

- Église Saint-Michel-Archange. Temple gothique-Renaissance du XIVe au XVIe siècle dans le porche duquel se trouve la statue de la Vierge blanche, patronne de la ville. Le retable majeur est de Gregorio Fernández[23].

- Église Saint-Vincent-Martyr. Temple gothique tardif des XVe et XVIe siècles.

- Église du Carmen. Temple de type néoclassique construit entre 1897 et 1900 comme une partie du couvent des Pères Carmélites Déchaussés.

- Basilique Saint-Prudence d'Armentia. Depuis le Parc de la Floride, une longue succession de promenades, conduisent à Armentia, que l'on peut considérer comme un des bijoux du style roman basque : la basilique de Saint-Prudence, (patron d'Alava). Sa construction date du XIIe siècle, réformée au XVIIIe siècle. Le temple abrite quelques sculptures de différentes époques et d'enseignants.

- Sanctuaire Notre-Dame d'Estibaliz. Situé dans la localité d'Argandoña, à 8 km de Vitoria-Gasteiz, date du XIe siècle et est un véritable bijou de l'art roman. Notre-Dame d'Estíbaliz est la patronne de la province d'Alava

- Couvent Saint-Antoine. Couvent de religieuses Clarisses du XVIIe siècle.

- Couvent Sainte-Croix. Couvent de religieuses Dominicaines du XVIe siècle.

## Patrimoine civil
- Ancien Hospice. Bâtiment des XVIe et XVIIe siècles, à l'origine Collège San Prudencio.

- Casa del Cordón. Située dans la rue Cuchillería, c'est un bel exemple d'Architecture gothique civile. Il a été construit au XVe siècle et a une tour du XIIIe siècle. Dans cette maison les Rois catholiques ont été hébergés, et Adrien VI a été nommé Pape lorsqu'il se trouvait dans cette dernière.

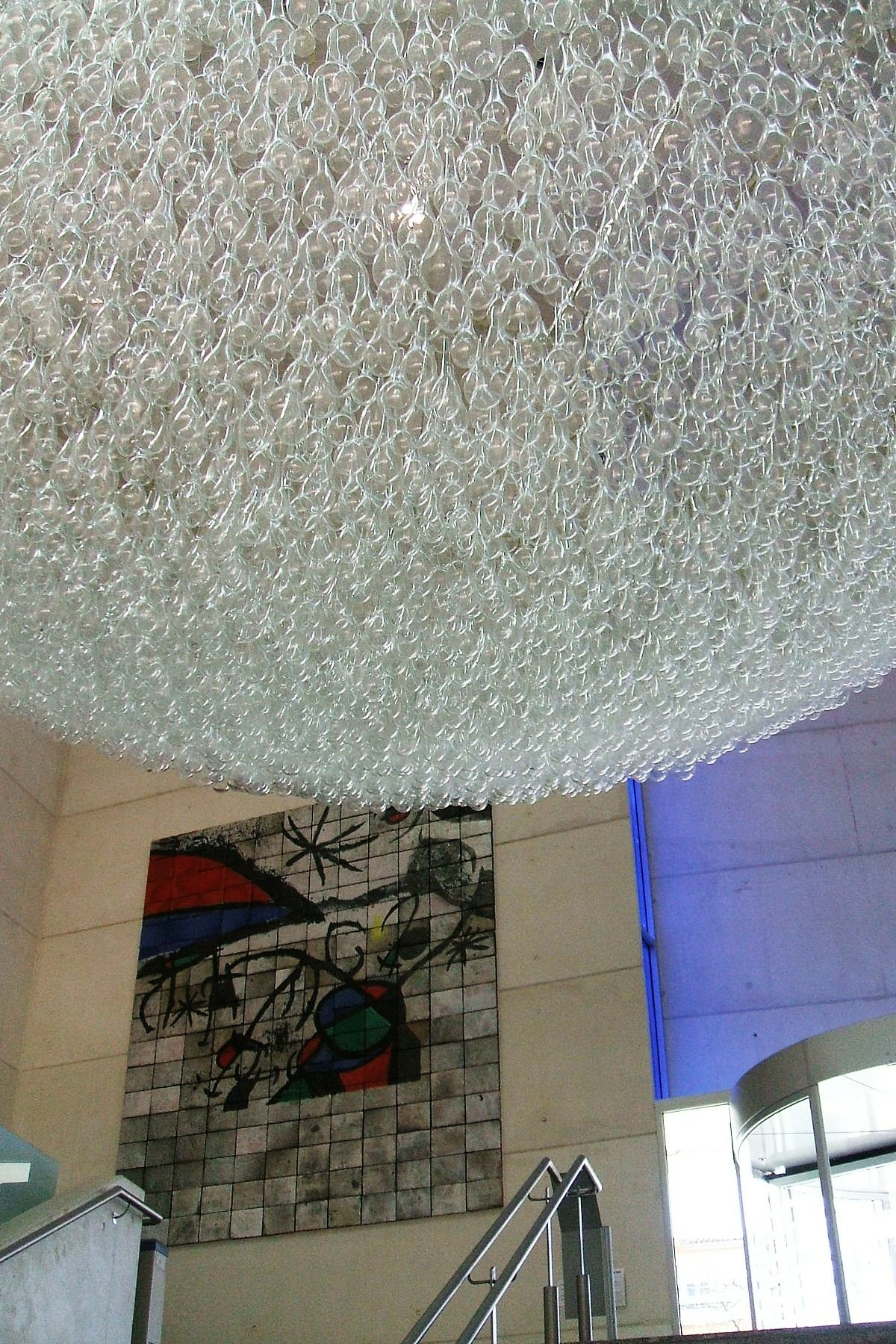
Tableau de Miró à l'intérieur du Musée Artium.

- Musée Basque d'Art Contemporain, Artium. Sa collection permanente est considérée comme une des meilleures et des plus importantes en art contemporain basque et espagnol. Il a été inauguré le 26 avril 2002 et est un musée ouvert et dynamique. Site officiel de l'ARTIUM

- Musée Diocésain d'Art Sacré d'Alava. Il est situé dans l'espace déambulatoire de la Cathédrale Nueva, offre des échantillons du patrimoine artistique religieux de la province, divisée en sections de sculpture en pierre, sculpture en bois, peinture sur bois, peinture sur toile, orfèvrerie et mobilier liturgique.

- Musée des sciences naturelles d'Alava. Le musée est installé dans la Tour de Doña Otxanda, un exemple d'architecture médiévale. C'est en outre un centre de recherche et de publication des Sciences Naturelles.

- Musée d'Archéologie. Le nouveau bâtiment qui abrite le Musée d'Archéologie et le Musée Fournier d'Enseignes est appelé Bibat en basque ou Naipes en espagnol.

- Musée Fournier d'Enseignes. Il a comme siège le palais de Bendaña. La fabrication d'Enseignes a été une des activités les plus caractéristiques de Vitoria. Dans le musée on expose plus de 6 000 Carte à jouer, dont certaines très anciennes.

- Musée des beaux-arts. Dans une demeure Renaissance, le musée montre des sculptures du XIVe siècle, triptyques flamands du XVIe siècle, tableaux d'enseignants espagnols comme Ribera et peinture moderne espagnole parmi lesquelles on peut voir des œuvres de Picasso ou de Zuloaga. Le musée prête une attention particulière à la peinture costumbriste basque.

- Musée d'armurerie d'Alava. Très près du précédent, se trouve ce musée, dans lequel on peut voir des armes de toutes les époques, depuis des haches préhistoriques jusqu'aux pistolets du XXe siècle. Il y a une grande collection d'armement médiéval et la reconstitution de la bataille livrée à Vitoria en 1813 pendant la guerre de indépendance.

- Centre Culturel Montehermoso. Bâtiment, très réformé, du XVIe siècle qui a historiquement eu plusieurs utilisations. José Bonaparte lui-même a situé sa coupe dans le palais dans son premier retrait de Madrid en 1808. En 1994 il a cessé d'être le siège du Diocèse de Vitoria et en 1997, avec l'annexion de l'ancien Dépôt des eaux, il s'est transformé en Centre Cultural Montehermoso, conçu comme espace d'expositions artistiques et concerts musicaux.

- Place de la Virgen Blanca. C'est le centre névralgique de la ville. Là confluent une des rues les plus typiques que le casco antiguo et de l'Ensanche (Extension de la ville) et elle est entourée d'anciennes maisons avec des belvédères vitrés. En son centre se trouve le monument commémoratif de la bataille de Vitoria.

- Place Espagne. C'est une grande place constituée de porches conçue par l'architecte Antonio de Olaguibel[24] en 1781 et conçue pour relier le casco antiguo (vieux quartier) avec le nouvel Ensanche (nouvelle extension), alors en construction. Un des éléments des plus importants de l'ensemble est la Casa Consistorial (mairie), de décoration néoclassique.

- Los Arquillos. Cette rue avec "soportales" a été construite aussi durant le XVIIIe siècle par Olaguibel avec Díez de Güemes. Au moyen d'une série de bâtiments échelonnés on sauve le dénivelé existant entre l'ancienne ville et son extension. Elle descend depuis la plaza del Machete jusqu'à la partie arrière de la plaza de Nueva.

- Palais d'Ajuria-Enea. Le Gouvernement basque à son siège dans ce palais depuis 1980, et il est résidence officielle du Lehendakari. Il a été construit en 1918 comme résidence de la famille de Serafín Ajuria, et est un exemple de l'architecture basque de l'époque.

## Sports

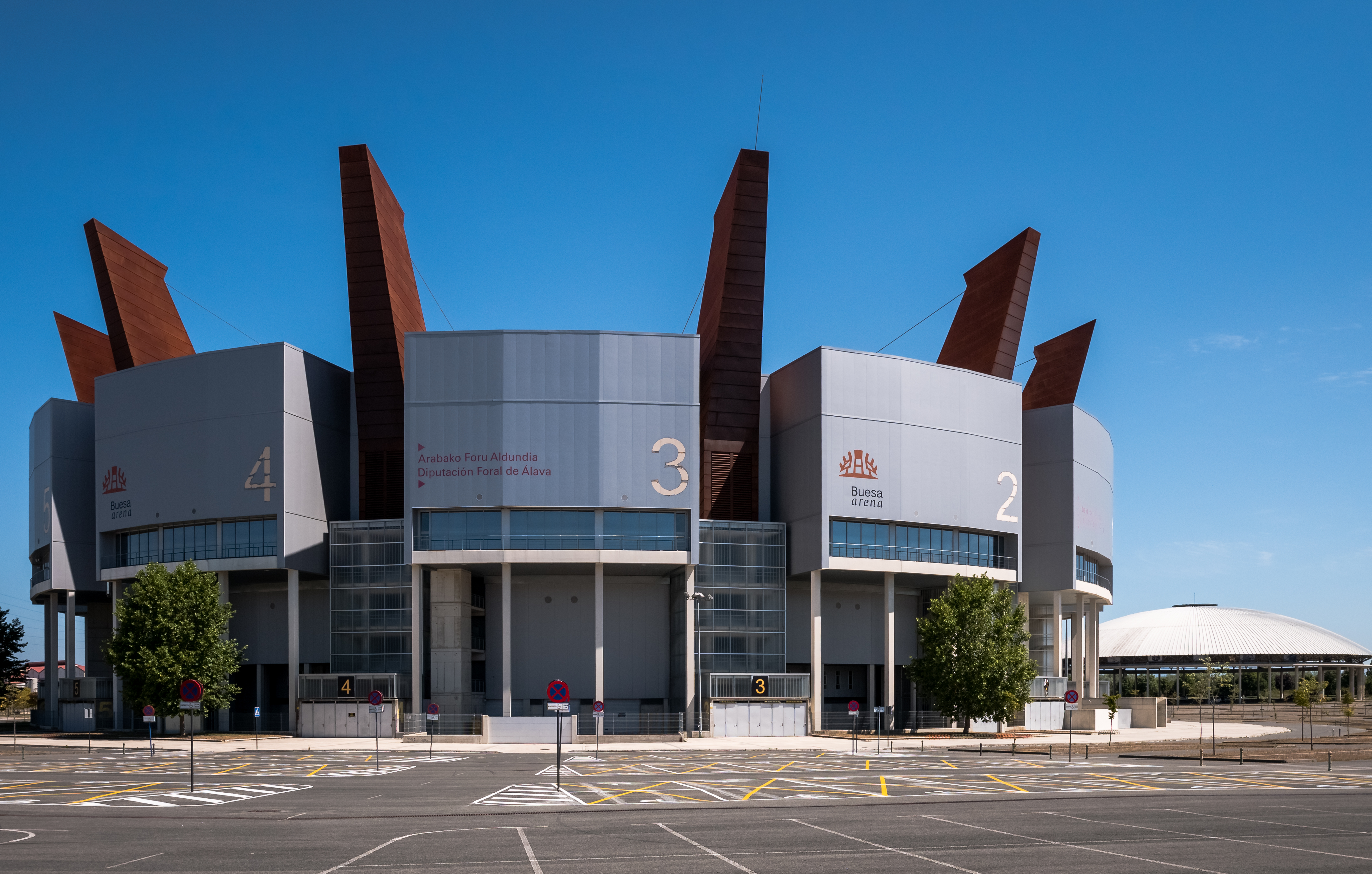
Fernando Buesa Arena, salle du club de basket-ball CAJA LABORAL-BASKONIA.

Vitoria se détache dans le concert international grâce à son équipement de basket-ball (Baskonia), finaliste de l'Euroligue à plusieurs reprises, gagnant de la Coupe d'Europe en 1996. Quant au football, le (Deportivo Alavés) se trouve actuellement en première division. L'équipe a été, en 2001, finaliste de la Coupe de l'UEFA face à Liverpool. Il faut souligner également les succès d'autres sportifs individuels comme Martín Fiz (marathon), Iker Romero (handball) ou Almudena Cid (gymnastique rythmique), qui viennent de cette ville. Dans le monde de la montagne, cette ville a aussi apporté de grands noms comme Juanito Oiarzabal, quatrième homme en faire les 14 huit mille (8 000 m) sans oxygène, ou les frères Pou, parmi les meilleurs mondiaux en escalade de rocher.
La ville dispose du Pavillon Fernando Buesa Arena, une enceinte multi-activités avec une capacité pouvant atteindre de 8 700 à 10 400 spectateurs en fonction de l'événement. Le pavillon est utilisé comme siège du Baskonia. Le nombre de licenciés au réseau sportif de la ville avoisine les 80 000, chiffre très élevé pour une ville de 230 000 habitants. Le Deportivo Alavés, pour sa part, joue au stade municipal de Mendizorrotza qui a une capacité de 19 900 spectateurs.

## Urbanisme

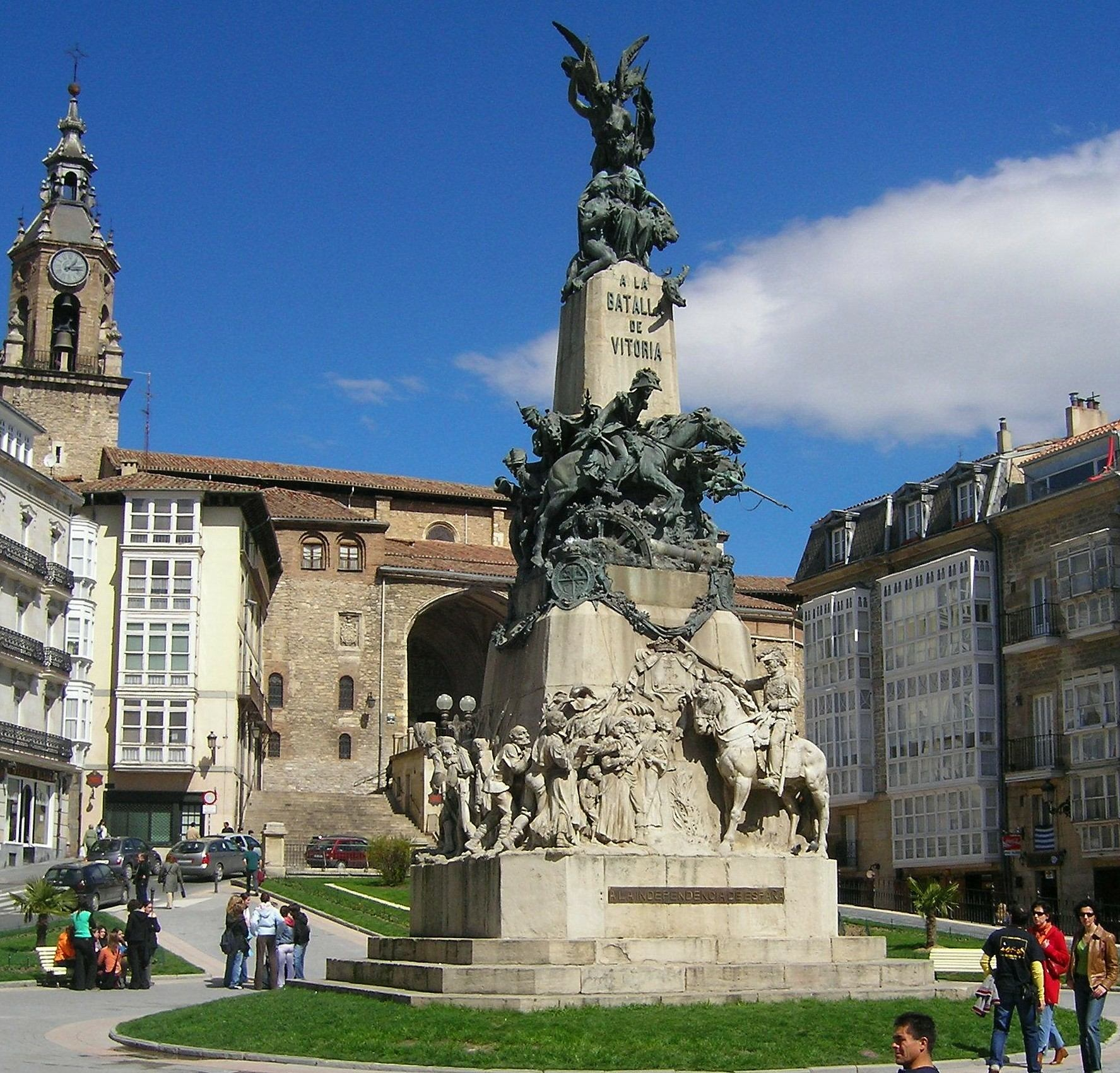
Place de la Virgen Blanca et Monument a la Bataille de Vitoria avant la réfection de la place.

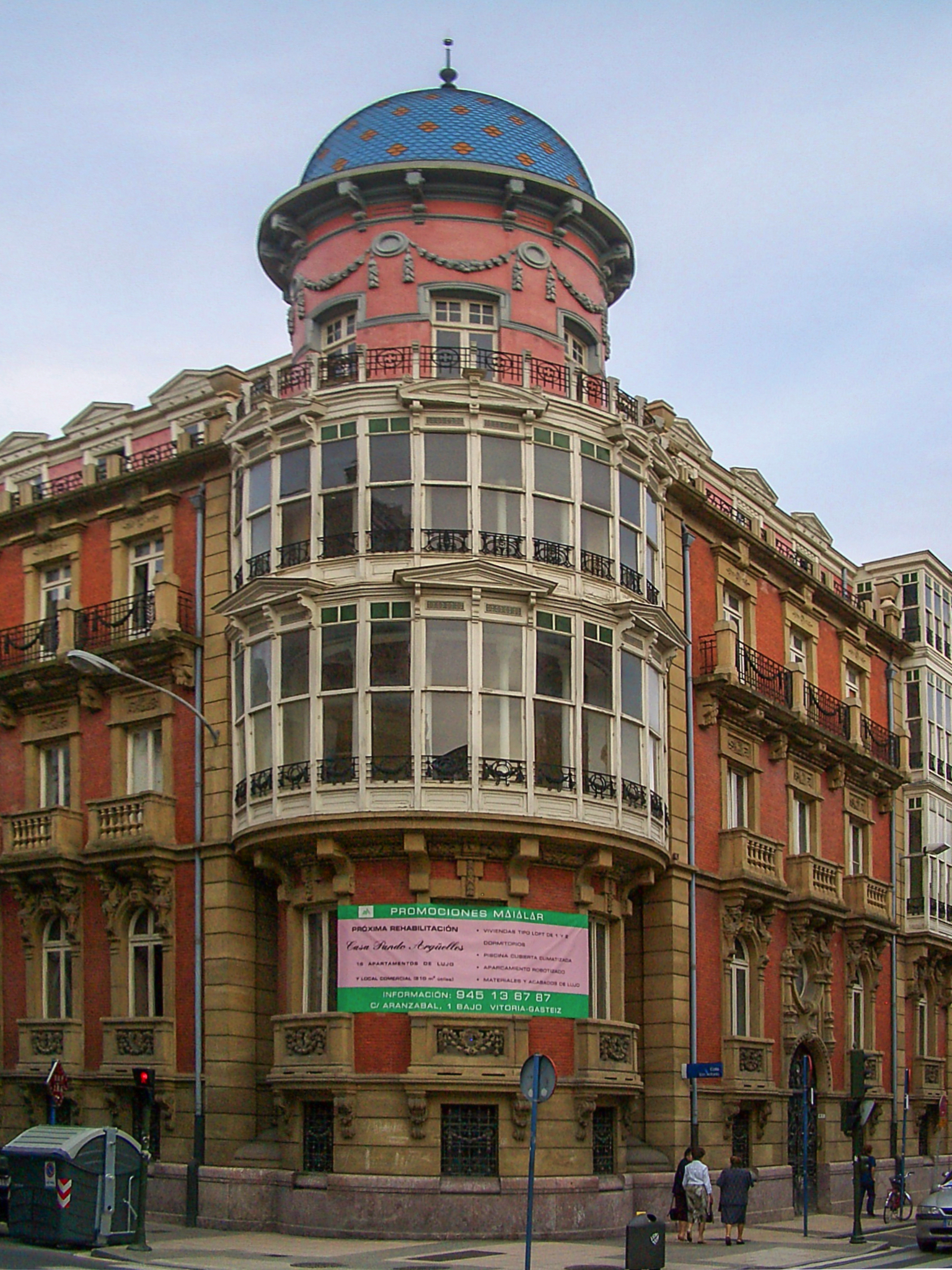
Maison Pando-Argüelles sur l'ensanche de Vitoria-Gasteiz.

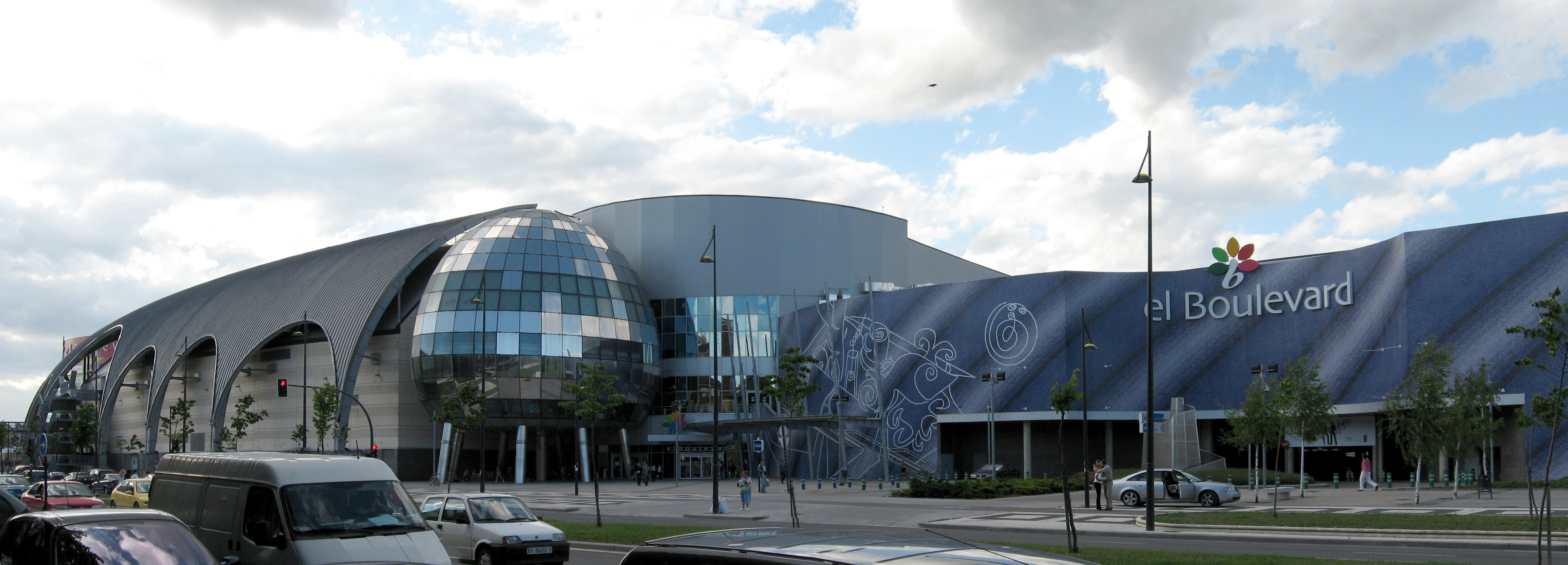
Centre Commercial El Boulevard

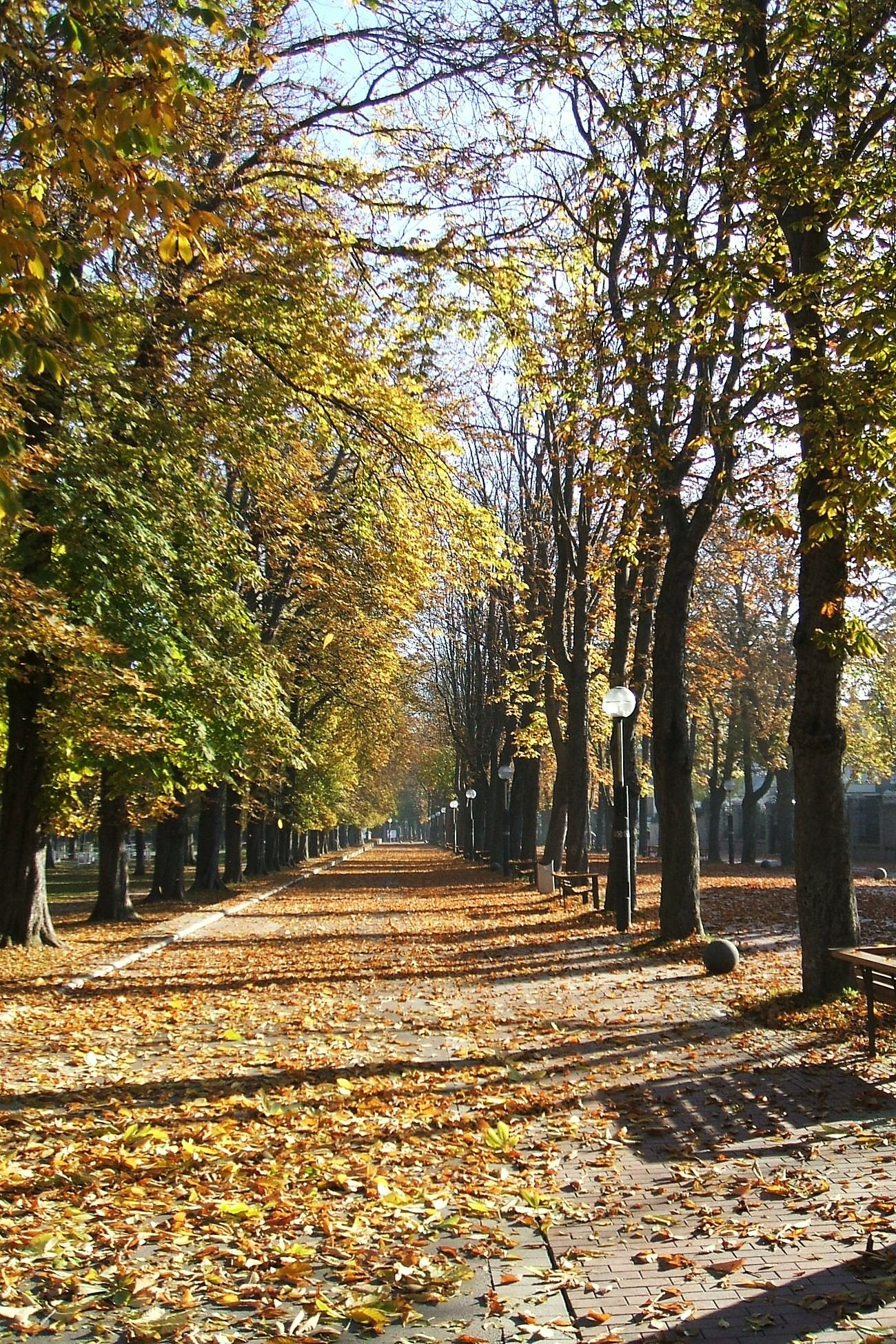
« Promenade du Frère Francisco ».

Du point de vue urbain, Vitoria-Gasteiz est une ville de taille moyenne, dont le schéma s'adapte aux traditions de chaque moment historique. Le quartier médiéval s'est développé sous forme d'amande autour de la colline constitutive, qui par sa situation privilégiée comme seule élévation dans ce plateau alavais, s'est transformée un bastion de défense convoité par les royaumes de Navarre et de Castille pendant les XIe et XIIe siècles. L'enceinte murée est antérieure à cette guerre entre navarrais et castillans, et on doit ces travaux au Comte d'Alava, fils bâtard du roi Ramire Ier d'Aragon, au XIe siècle, pour la défense du village. Les parois de défense de la vieille Gasteiz ont été construites entre 1050 et 1100. Étant donné cette première fonction de défense, ses rues étroites et sombres entourent l'ovale originaire, dans de compactes rangées de logements parallèles entre eux et en ce qui concerne les parois médiévales (dont on conserve seulement quelques tronçons et grandes portes). Entre les années 1854 et 1856 s'est produit un événement qui a changé la physionomie de la ville. Une épidémie de choléra a été le prétexte pour démolir les portes, qui étaient des maisons fortes, donnant accès aux rues Correría (maison forte des Nanclares), Zapatería (maison forte des Soto) et Herrería (maison forte des Abendaño) et qui servaient à protéger chaque groupe de quartier. À l'entrée de l'actuelle Plaza de la Virgen Blanca, on trouvait la porte de Santa Clara, qui était reliée par la paroi au Couvent de San Antonio. Au XIXe siècle, et face à l'évidence de la petitesse de la ville, on a planifié une extension de style néoclassique, et peu à peu la planification de la ville a donné à Vitoria sa forme actuelle d'amande médiévale, comme on l'appelle généralement, dispose d'une multitude de bijoux architecturaux comme le Palacio de Bendaña, siège du Musée Fournier d'Enseignes (érigé en 1525 par D. Juan López de Arrieta, dans le lot occupé précédemment par la tour de défense érigée par les Maeztu). Le Palais Escoriaza-Esquivel, du XVe siècle, construit par Claudio de Arziniega. Celui de Villa Suso, dans lequel a habité Martín de Salinas, ambassadeur de Charles V (du XVIe siècle). Enfin, le plus grand trésor médiéval de Vitoria-Gasteiz : la Cathédrale Santa Maria de Vitoria (Vieille Cathédrale).
L'histoire de la Cathédrale Vieja (comme elle est populairement connue), est en lui-même une synthèse de l'histoire de Vitoria. Construite sur le cimetière du primitif village vascone de Gasteiz (qui peut être visité aujourd'hui grâce aux excavations), l'église de Santa María a été effondrée avec l'incendie de 1202, et Alphonse VIII de Castille (qui avait conquis la place à peine deux années auparavant), a ordonné de reconstruire la ville et d'ériger à l'emplacement de l'ancienne église une nouvelle précédente qui avait deux buts bien différents : sauver des âmes et garder des armes. Ainsi est née la cathédrale Santa María de Vitoria, encore église, comme temple-forteresse qui servait d'entrée à la ville. Le projet a changé avec les siècles, de telle sorte que chaque modification ait été faite sans tenir compte des précédentes, ceci été ainsi au XVe siècle (quand l'église s'est transformée en collégiale). Finalement durant les années soixante, quand on a décidé de retourner les travaux de renforcement des parois extérieures et d'agrandir les fenêtres pour des motifs purement esthétiques. Ce qui fut fait, obligeant la fermeture du temple par crainte qu'il y ait un accident pendant les messes.
Aujourd'hui la Cathédrale est à nouveau ouverte, et offre au visiteur une expérience unique : une promenade à travers le temps par des couches. Depuis les vestiges du village originaire, racine de la Vitoria actuelle, jusqu'à la reconception gothique de la moitié du XXe siècle, passant par des fondations de plus d'un millénaire, et plans romans et gothiques, tous parfaitement discernables par la couleur des matériaux utilisés dans chaque étape. Une occasion unique dans le monde de transiter par les raccourcis de l'histoire, dans un temple qui par ses caractéristiques particulières, et multiples fonctions tout au long de sa vie, s'est transformé en principal attrait de Vitoria. Ken Follett, auteur de Los Pilares de la Tierra (les deux piliers de la terre), a dit après son séjour dans la ville que Santa María était une des trois cathédrales les plus intéressantes du monde.
Depuis le Moyen Âge et jusqu'au XVIIIe siècle, la population de Vitoria et le plan de ses rues se sont maintenus presque sans variation. Ce n'est pas jusqu'à la fin du XVIIIe siècle, quand la croissance rendra nécessaire l'extension de la ville extramuros. Pour résoudre le problème de dénivelé entre le noyau original sur la colline, et le plateau au-dessous, on érige, los Arquillos et la Plaza Nueva conçus par Justo Antonio de Olaguíbel, qui atténuent la transition vers l'extension néoclassique tellement nécessaire (XIXe siècle), de vastes rues et jardins, le parc de la Florida, et la Plaza de la Virgen Blanca, avec ses façades jalonnées de miradors.

## Environnement
La ville est une « ville moyenne » (en nombre d'habitants) et une ville dense dont le centre d'origine médiévale est entourée de 64 petits hameaux formant trois cercles concentriques : la ville médiévale au centre, puis sa zone de périurbanisation dense, puis un anneau de terres agricoles et de végétation naturelle (montagnes et forêts) formant le troisième et dernier cercle,. 
Depuis 30 ans, tous les quartiers nouveaux de Vitoria ont été construits en suivant des plans successifs d'urbanisation qui ont tous privilégié les parcs et espaces verts, l'arbre en ville, les zones de promenade et de qualité de vie (L'espérance de vie y est très élevée avec ses nombreux parcs, elle est considérée comme l'une des villes les plus vertes d'Europe (plus de 10 millions de mètres carrés de parcs et espaces verts.
En arrangeant le maintien de l'identité de la ville avec la nécessité de loger une population qui a rapidement augmenté (triplement dans les années 1960-70 ; passant de 74 000 à 193 000 habitants, soit environ 76 % de la population de la Province) et en prenant comme référence le quartier de San Martín, premier quartier nouveau prévu de cette manière, la ville a augmenté son extension à une vitesse vertigineuse, une croissance concentrée durant les dernières années dans les quartiers de Lakua, Salburua et Zabalgana tout en conservant des espaces verts (« Tous les habitants vivent à moins de 300 mètres d'un espace vert »).
Vitoria-Gasteiz dépend pour son alimentation en eau potable d'une unique nappe phréatique. Durant une cinquantaine d'années, la ville a subi une dégradation quantitative et qualitative de sa nappe phréatique ,, notamment due à une dystrophisation de l'eau induite par l'usage croissant (après guerre) d'engrais chimiques, associé à une double augmentation des réseaux de drainage et d'irrigation, ainsi qu'au détournement et à l'artificialisation de cours d'eau du bassin versant. Ceci a conduit au classement d'une partie du territoire en zone vulnérable au titre de la directive nitrates,. La ville a ensuite soutenu le développement de l'agriculture bio dans le bassin versant. Un « dédrainage » a eu lieu (par la fermeture des principaux fossés de drainage). Des zones tampons sans agriculture ont été instituées autour des zones humides (ex : zone humide de Zurbano). Ces mesures ont été suivies d'un début de reprise des services écosystémiques fournis par ces zones humides, avec amélioration conséquente de la qualité de l'eau ; avec chute spectaculaire des taux de nitrates passés de plus de 50 mg/l (soit au-dessus de la norme européenne et deux fois la recommandation OMS) à moins de 10 mg/L,. Ces zones humides réduisent aussi la turbidité et le taux de nitrate de la rivière Alegria (1re source d'alimentation de l'aquifère quaternaire). La ville a dans le même temps également fait des efforts d'économies d'eau (et elle ambitionne maintenant de passer à « moins de 100 litres par personne et par jour ». La restauration d'une partie des zones humides périurbaines détruites au XXe siècle ou antérieurement a permis une amélioration de la qualité de l'eau, qui devrait encore se poursuivre.
Parmi les arguments ayant convaincu la Commission européenne de lui donner un statut de capitale verte ; 
- « Tous les habitants [de Vitoria] habitent à moins de 300 m d'un espace vert public.
- L'anneau vert couvre 613 hectares.
- chaque habitant dispose (vers 2010) de 479 m2 de forêt ou espace boisé (un tiers de la surface de la ville est arborée ; 130 000 arbres urbains poussent dans les rues).
- 210 exploitations agricoles biologiques entourent la ville (vers 2010).
- Deux lignes de tramway et 90 km de pistes cyclables sont à disposition des habitants(vers 2010)[26].
- La moitié des déplacements se font à pied [38 % en voiture](vers 2010).
- un plan d'action pour l'environnement, transversal aux autres politiques, a été adopté en 2002.
- Le taux de perte dans le réseau d'adduction d'eau ne mesure que 9 %. »

Pour ces raisons, la ville de Vitoria est considérée comme un des modèles de ville durable pour les villes moyennes européennes (il y en a environ 400) où vivent la plupart des citadins d'Europe. Elle a reçu plusieurs prix internationaux pour son développement urbain. Selon la commission européenne, cette ville a d' « excellentes performances » pour cinq indicateurs : changement climatique, transport, qualité de l'air, pollution sonore et programme de communications.
- Elle a notamment été élue « Capitale verte de l'Europe 2012 » ; après Stockholm (2010) et Hambourg (2011), et avant Nantes (2013) et Copenhague (2014, désignée le 5 juillet 2012). Une mention spéciale lui a été donnée pour son anneau vert, projet phare qui a suscité un écho international ; Il s'agit d'un réseau en anneau de parcs et espaces verts qui entourent la ville en totalité, destiné à être le « poumon » de la future Vitoria, et à relier la ville avec l'espace rural.
- En 2000, les Nations unies, dans le cadre du « troisième concours international pour les meilleures initiatives pour l'amélioration de l'environnement », ont désigné l'anneau vert comme un des 100 meilleurs projets du monde[26].

Le projet de « Ceinture verte » semi-naturelle a été initié au début des années 1990. Cette couronne est formée pour l'instant par les parcs suburbains et zones de loisirs de Salburua, Zabalgana, Armentia, Rio Alegría, Gamarra, Abetxuko, et d'Atxa-Landaberde, bien qu'il manque encore des zones a intégrer à cet anneau. Elle a demandé d'importants efforts et investissements pour renaturer les terrains où l'environnement avait été dégradé, dont des gravières et zones humides drainées, comblées ou desséchées.
Face au changement climatique qui devrait affecter l'Espagne plus durement et plus rapidemnet que les pays d'Europe du Nord, la ville a développé un plan d'adaptation (PACC-Vitoria ou Climate Change Adaptation Plan of Vitoria-Gasteiz) visant à la rendre moins vulnérable aux canicules et plus résiliente (lancé mi-2010). Ce plan a été préparé par la ville avec le gouvernement basque et une unité de recherche de Tecnalia (basée à Bilbao).
On a néanmoins construit dans les dernières décennies plusieurs centres commerciaux, parfois de grande taille, comme : Le Boulevard, Gorbeia, Dendaraba et Centre Lakua.

## Festivités et évènements
- 28 avril - San Prudencio - Patron des Alavais
- 1er mai - Notre-Dame d'Estibaliz - Patronne des Alavaises
- 24 juin au 26 juin - Azkena Rock Festival
- Dernière semaine de juin et première de +- - Festival International de Jeux. Toute la ville se remplit de jeux de table, d'ordinateurs, d'environnement. La ville complète se transforme en grande ludothèque. C'est un festival unique au monde par ses caractéristiques
- 15 juillet au 21 juillet - Festival de Jazz de Vitoria
- 25 juillet - Día del Blusa (les blusas sont jeunes qui, portant des blouses typiques des villageois et généralement organisés en groupes, encouragent les festivités de Vitoria et jouissent de ces dernières). On organise également une exposition et vente bétail ainsi que d'autres produits
- Fin juillet - de Marché du Camino. Exposition et vente de produits typiques, spécialités gastronomiques artisanales de différentes communautés
- 4 août au 9 août - Fiestas de la Blanca (fêtes de la blanche)
- Lundi suivant la vierge de septembre (8 septembre) - Pèlerinage de Olárizu
- Tous les jeudis et samedis, marché agricole sur la Plaza de Abastos et sur la Plaza de Simon Bolivar.
- À Noël, on place une monumentale crèche dans le parc de la Floride.

## Vie nocturne
La vie nocturne de Vitoria-Gasteiz est considérée comme une des plus recherchées de tout le nord de la péninsule. Ceci est dû principalement au fait que plus de 80 % des pubs, des clubs et des discothèques de la ville sont concentrés en seulement une demi-douzaine de rues, il y a dans quelques cas plusieurs locaux de marche dans le vieux quartier qui sont les uns à côté des autres (chose que l'actuelle loi interdit). Les jeudis, des universitaires les fréquentent aussi.
Un des manques de Vitoria dans cette vie nocturne est dû à la faible vie nocturne qu'offre la ville à partir de 3 h du matin, puisque bien que le nombre de discothèques soit assez élevé, ces dernières se situent dans le centre de la ville. Il s'agit de locaux aux dimensions réduites, qui dans quelques cas doivent fermer leurs accès à une heure déterminée car elles sont bondées. On débat actuellement de la possibilité d'ouvrir des macro-discothèques dans les alentours de la ville, mais cette idée pour l'instant n'a pas l'assentiment du secteur hôtelier de Vitoria.

## Jumelages
- Koutaïssi (Géorgie)
- Angoulême (France)
- Cogo (Guinée équatoriale)
- Vitória, Espírito Santo (Brésil)
- Victoria, Texas (États-Unis)
- Anaheim, Californie (États-Unis)
- Ibague (Colombie)

## Personnalités
- - Irati Anda
  - Iker Iturbe, natif de Vitoria-Gasteiz, le 10 juillet 1976, basketteur
  - Iker Romero, natif de Vitoria-Gasteiz, le 15 juin 1980, Handballeur
  - Aitor Ocio né le 28 novembre 1976 Footballeur
  - Rafael Ladrón de Guevara, coureur cycliste
  - Almudena Cid née le 15 juin 1980 à Vitoria-Gasteiz, gymnaste rythmique
  - Aitor Karanka né le 18 septembre 1973 à Vitoria-Gasteiz, ancien footballeur
  - Igor González de Galdeano né le 1er novembre 1973 à Vitoria-Gasteiz, Coureur cycliste
  - Álvaro González de Galdeano né le 3 janvier 1970 à Vitoria-Gasteiz, ancien coureur cycliste
  - Martín Fiz né le 3 mars 1963 à Vitoria-Gasteiz, ancien athlète de fond
  - Pedro Uralde Hernáez Peio Uralde né le 2 mars 1958 à Vitoria-Gasteiz, ancien footballeur
  - Juanito Oiarzabal, natif de Vitoria-Gasteiz, le 30 mars 1956, alpiniste
  - Adolfo Madinabeitia né à Agurain (Alava) le 4 janvier 1959, alpiniste
  - Juan Vallejo
  - Iker Pou
  - Eneko Pou
  - Francisco Galdós né le 6 mai 1947 à Lasarte, ancien coureur cycliste
  - Juan Carlos Díaz, natif de Vitoria-Gasteiz, (Alava), le 26 janvier 1933, ancien footballeur
  - Hector y Eneko Llanos
  - Francisco Javier Lezkano
  - Andoni Zubizarreta né le 23 octobre 1961 à Vitoria-Gasteiz, ancien gardien de but
  - Gaizka Toquero né le 9 août 1984 à Vitoria-Gasteiz, footballeur
  - Maider Unda née le 2 juillet 1977 à Vitoria-Gasteiz, lutteuse
  - Ernestina de Champourcín (1905-1999), poétesse de la Génération de 27 et membre du mouvement artistique féministe des Las Sinsombrero, est née dans la ville.
  - Juana Whitney (1857-1945), enseignante engagée dans la lutte pour les droits des femmes, a vécu dans la ville.
- Militaires
  - Ignacio Hidalgo de Cisneros (1896 - 1966) fut un militaire et aviateur
  - Félix Urtubi, natif de Vitoria-Gasteiz.
  - Miguel Ricardo d'Alava, natif de Vitoria-Gasteiz, la 7 février 1772 - Barèges (France) 14 juillet 1843), militaire, politique et diplomate
  - Ángel García Hernández, natif de Vitoria-Gasteiz, en 1900 - Huesca (Aragon) le 14 décembre 1930
  - Luis Orgaz, militaire franquiste. (1881-1946)
- Écrivains
  - Ignacio Aldecoa, natif de Vitoria-Gasteiz, né le 24 juillet 1925 - Madrid, 15 novembre 1969
  - Katixa Agirre, native de Vitoria-Gasteiz,  née le 27 octobre 1981, écrivaine
  - Ramiro de Maeztu né le 4 mai 1875 à Vitoria-Gasteiz - mort le 29 octobre 1936 à Madrid
  - José Antonio Cotrina, natif de Vitoria-Gasteiz, le 8 juillet 1972
  - Federico Baraibar]
  - José María de Andueza, natif de Vitoria-Gasteiz, 1809 - La Corogne. ¿?), journaliste et romancier
  - Valentín de Foronda, natif de Vitoria-Gasteiz, le 14 février 1751 - Pampelune, 24 décembre 1821), économiste et écrivain
  - Pero López de Ayala (1332-1407) fut le serviteur de Pierre le Cruel
  - Pablo de Jérica, natif de Vitoria-Gasteiz, le 15 janvier 1781 - Cagnotte (France) 1841, poète et journaliste
- Historiens
  - Micaela Portilla, natif de Vitoria-Gasteiz, en juillet 1922 - 8 octobre 2005, a été un les anthropologues et historiens basques des plus importants du XXe siècle
  - Jerónimo de Mendieta (1525 - 1604), religieux et historien
  - Micaela Portilla, historien. (1922-2005)
- Architectes
  - Justo Antonio de Olaguíbel, natif de Vitoria-Gasteiz, le 7 août 1752 - 11 février 1818
  - Matías Maestro, natif de Vitoria-Gasteiz, le 22 février 1766 — † Lima (Pérou), 7 janvier 1835) fut un prêtre, architecte, peintre, musicien, écrivain et sculpteur
- Explorateurs
  - Manuel Iradier, natif de Vitoria-Gasteiz, en 1854 et mort à Valsaín (Castille-et-León) en 1911
  - Andrés López de Galarza capitaine espagnol du XVIe siècle
- Religieux
  - Francisco de Vitoria né à Burgos ou Vitoria, 1483-1486 - Salamanque, le 12 août 1546, était un théologien fondateur du droit international.
  - Beat Tomás de Zumárraga y Lazcano: Religieux dominicain. Missionnaire aux Philippines et Japon, où il meurt martyr à Omara en 1622.
  - Martín de Olave e Isunza: Prêtre jésuite, Chapelain de l'empereur Charles Quint dans les campagnes d'Allemagne et théologien du Concile de Trente
- Médecins
  - Isabel Orbe Garay (1945-1995), psychiatre
  - Eduardo Anitua
- Acteurs et Réalisateurs de cinéma
  - Karra Elejalde, natif de Vitoria-Gasteiz, le 10 octobre 1960
  - Ion Gabella, natif de Vitoria-Gasteiz, en 1968 – Zumaia en 2002, acteur de cinéma, télévision et théâtre
  - José María Blasco, plus connu comme Txema Blasco, natif de Vitoria-Gasteiz, en 1941
  - Unax Ugalde, natif de Vitoria-Gasteiz, le 27 novembre 1978
  - Juan Manuel Bajo Ulloa Juanma Bajo Ulloa, natif de Vitoria-Gasteiz, le 1er janvier 1967, réalisateur de cinéma
  - Gorka Aguinagalde né en 1966
  - Fernando Albizu, natif de Vitoria-Gasteiz, le 21 septembre 1963, acteur
- Journalistes
  - Iker Jiménez né le 10 janvier 1973 à Vitoria
- Musiciens
  - Luis Arámburu (1905-1999), natif de Vitoria-Gasteiz, compositeur, organiste, professeur de musique
  - Sebastián Iradier né le 20 janvier 1809 à Lanciego, compositeur
  - Jesús Guridi (1886-1961), natif de Vitoria-Gasteiz, compositeur, organiste, professeur de musique
  - Ángel Celada, natif de Vitoria-Gasteiz, le 20 septembre 1953
  - Bingen Mendizábal
- Photographes
  - Koldo Mendaza, natif de Vitoria-Gasteiz, en 1964
  - Gerardo López de Guereñu, natif de Vitoria-Gasteiz, 1904 - 1992
  - Alberto Schommer, natif de Vitoria-Gasteiz, en 1928, résident actuellement à Madrid
  - Ceferino Yanguas né à Fitero (Navarre) en 1889 - † 1970, Vitoria
- Chanteurs
  - Raul Fuentes
  - Luara
  - Álex Ubago, natif de Vitoria-Gasteiz, le 29 janvier 1981
- Autres
  - Ricardo Becerro de Bengoa, natif de Vitoria-Gasteiz, le 7 février 1845 - Madrid, 1er février 1902) fut un scientifique, Défenseur des fors alavais.
  - Xabier Izaga, natif de Vitoria-Gasteiz, en 1960, représentant du Mouvement Pro Amnistie
  - Iñaki Cerrajería (1957), natif de Vitoria-Gasteiz, en 1957, Artiste, peintre et illustrateur
  - Miguel Odriozola, natif de Vitoria-Gasteiz, le 10 décembre 1903 - † Madrid, 28 novembre 1974, ingénieur agronome spécialiste en génétique.
  - Mauro Entrialgo, natif de Vitoria-Gasteiz, en 1965, dessinateur de bandes dessinées et illustrateur
  - Juan DIaz de Garayo (vers 1820-1881), tueur en série, surnommé "El Sacamantecas"
  - Koko Rico, sculpteur
  - Benigno Fiscer
  - Vicente Abreu, peintre. (1879-1974)
  - Maria Josefa Sancho, (1842-1912), fondatrice d'un ordre religieux, canonisée par Jean-Paul II
  - Felix Ruiz de Escudero
  - Guillermo Montoya
  - Alfredo Donnay, poète et musicien. (1894-1986)
  - Venancio del Val, chroniqueur et journaliste. (1911-2004)
  - Jose Luis Isasi, ou Zeledon. (1930-2007)

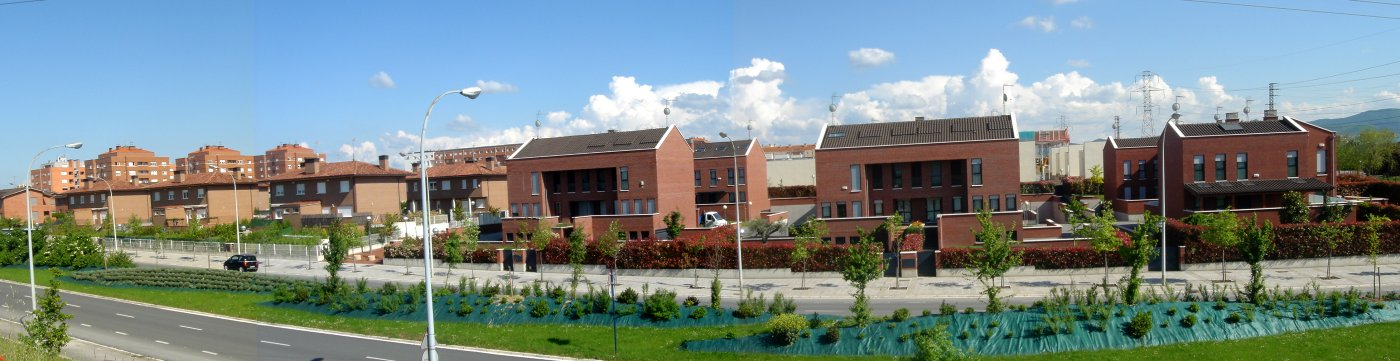
Quartier d'Ibaiondo.

### Sources et bibliographie
- (es)/(eu) Cet article est partiellement ou en totalité issu des articles intitulés en espagnol « Vitoria » (voir la liste des auteurs) et en basque « Gasteiz » (voir la liste des auteurs).
- José Antonio Abásolo Álvarez, (1987), Vitoria, 3 de marzo: metamorfosis de una ciudad, Vitoria : Diputación Foral de Alava, Servicio de Publicaciones, D.L..  (ISBN 84-505-6123-X).